# مین (ایالت)
مِیْن (به انگلیسی: Maine) واقع در شمال شرقی آمریکا ایالتی است در ناحیه نیوانگلند که از جنوب و شرق با اقیانوس اطلس، از غرب با نیوهمپشر و از شمال‌غربی و شمال‌شرقی به ترتیب با استان‌های کانادایی کبک و نیوبرانزویک همسایه است. مین در شمالی‌ترین و شرقی‌ترین قسمت نیوانگلند واقع است. مین بیشتر به خاطر مناظر طبیعی از جمله ناهمواری‌ها، سواحل عمدتاً صخره‌ای، جنگل‌های انبوه و آبراه‌های زیبایش و به‌علاوه غذاهای دریایی به ویژه خرچنگ و حلزون شناخته می‌شود.
برای هزاران سال مردمان بومی تنها ساکنان قلمرویی بودند که اکنون مین نامیده می‌شود. هنگامه برخورد اروپاییان با قاره آمریکا آلگونیک زبانان در آن نواحی ساکن بودند. اولین مستعمره اروپایی در مین به وسیله پیر دوگوا سیور دُ مون در سال ۱۶۰۴ در جزیرهٔ سن کروا به وجود آمد. اولین مستعمره انگلیسی، مستعمره کوتاه مدت پوپهام بود که در سال ۱۶۰۷ به وسیلهٔ شرکت پلیموث ایجاد گردید. شمار زیادی مستعمرات انگلیسی تا سال ۱۶۲۰ در امتداد ساحل به وجود آمدند، هرچند آب و هوای نامناسب، محرومیت‌ها و درگیری با ساکنان بومی در طی سال‌ها باعث شکست مستعمرات شد.
هنگامی که مین وارد قرن ۱۸ شد تنها شش مستعمره جان سالم به در بردند. در طی جنگ ۱۸۱۲ و تحولات آمریکا میهن‌پرستان و نیروهای بریتانیا بر سر قلمرو مین با هم درگیر بودند. مین تا سال ۱۸۲۰ بخشی از ایالت ماساچوست بود، تا اینکه برای جدایی از این ایالت به رأی گذاشته شد و سرانجام در ۱۵ مارس ۱۸۲۰ تحت پیمان میسوری به عنوان بیست و سومین ایالت به ایالات متحده آمریکا ملحق شد. مین سی و نهمین ایالت پهناور و چهل و یکمین ایالت پرجمعیت در بین ۵۰ ایالت کشور آمریکاست. همچنین بر اساس نرخ جرم و جنایت مین اغلب به عنوان امن‌ترین ایالت در آمریکا شناخته می‌شود.
پایتخت مین آگوستا و شهر مهم آن پورتلند است.
جمعیت مین ۱٬۲۷۴٬۹۲۳، زبان رسمی این ایالت انگلیسی و شعار آن «من رهبری می‌کنم» (به لاتین: Dirigo) است.

### دلیل نام‌گذاری
تعریف مشخصی برای ریشه کلمه مین وجود ندارد. مجلس قانونگزاری ایالت در سال ۲۰۰۱ مصوبه روز فرانسه- آمریکا را به تصویب رساند که بیان می‌دارد نام ایالت از نام استان فرانسوی مین در گذشته برگرفته شده‌است. سایر نظریه‌ها به مکان‌های قدیمی با نام مشابه اشاره دارند یا مدعی هستند که این واژه اصطلاحی دریانوردی است که به خشکی (mainland) اشاره دارد.
به نظر می‌رسد اولین ثبت رسمی نام مین در تاریخ ۱۰ اوت ۱۶۲۲ مربوط به زمینی بود که امتیاز رسمی آن متعلق به سر فردیناندو گرجس(۱۵۶۵–۱۶۴۷) و جان میسون، کهنه سربازان نیروی دریایی سلطنتی انگلستان بود و تصمیم گرفتند آن را استان مین بنامند. میسون در نیروی دریایی در جزیره اورکنی، خدمت می‌کرده‌است که جزیره اصلیِ جایی به نام مین‌لند است و برای این ملوانان انگلیسی بسیار محتمل است که این نام از مین‌لند گرفته شده باشد تا اینکه از نام یک استان فرانسوی مشتق شده باشد. یک سال بعد کاپیتان نیروی دریایی انگلیسی کریستوفر لوت در حال کاوش سواحل نیوانگلند نوشت: اولین جایی که در نیوانگلند قدم نهادم جزایر شولز بود که دو فرسنگ بالاتر از مین (mayne) در دریا قرار داشت. فارغ از ریشه این نام، در سال ۱۶۵۵ اعضای هیئت پادشاهی دستور دادند که «استان مین» در اسناد رسمی وارد گردد. مین تنها ایالتی است که نام آن فقط از یک سیلاب تشکیل شده‌است.

## تاریخ
ساکنان اصلی قلمرویی که اکنون شامل مین است وابانکی‌های آلگونیک زبان شامل آبناکی، پاساموکودی، مالیسیت و پنوب اسکات بودند. اولین مستعمره اروپایی در سال ۱۶۰۴ در جایی که اکنون مین نامیده می‌شود توسط پیر دوگوا سیور دُ مون ایجاد شد که ساموئل دُ شامپلین جهان‌گرد برجسته نیز از ساکنان آن بود. فرانسوی‌ها نام منطقه‌ای را که بعدها قسمتی از ایالت مین شد، آکادیا نامیدند. اولین مستعمره انگلیسی مین در سال ۱۶۰۷ توسط شرکت پلیموث در پوپهام ایجاد شد که هم‌زمان با مستعمره جیمزتون ویرجینیا تشکیل شد. ساکنان مستعمره پوپهام ۱۴ ماه بعد به انگلستان بازگشتند.

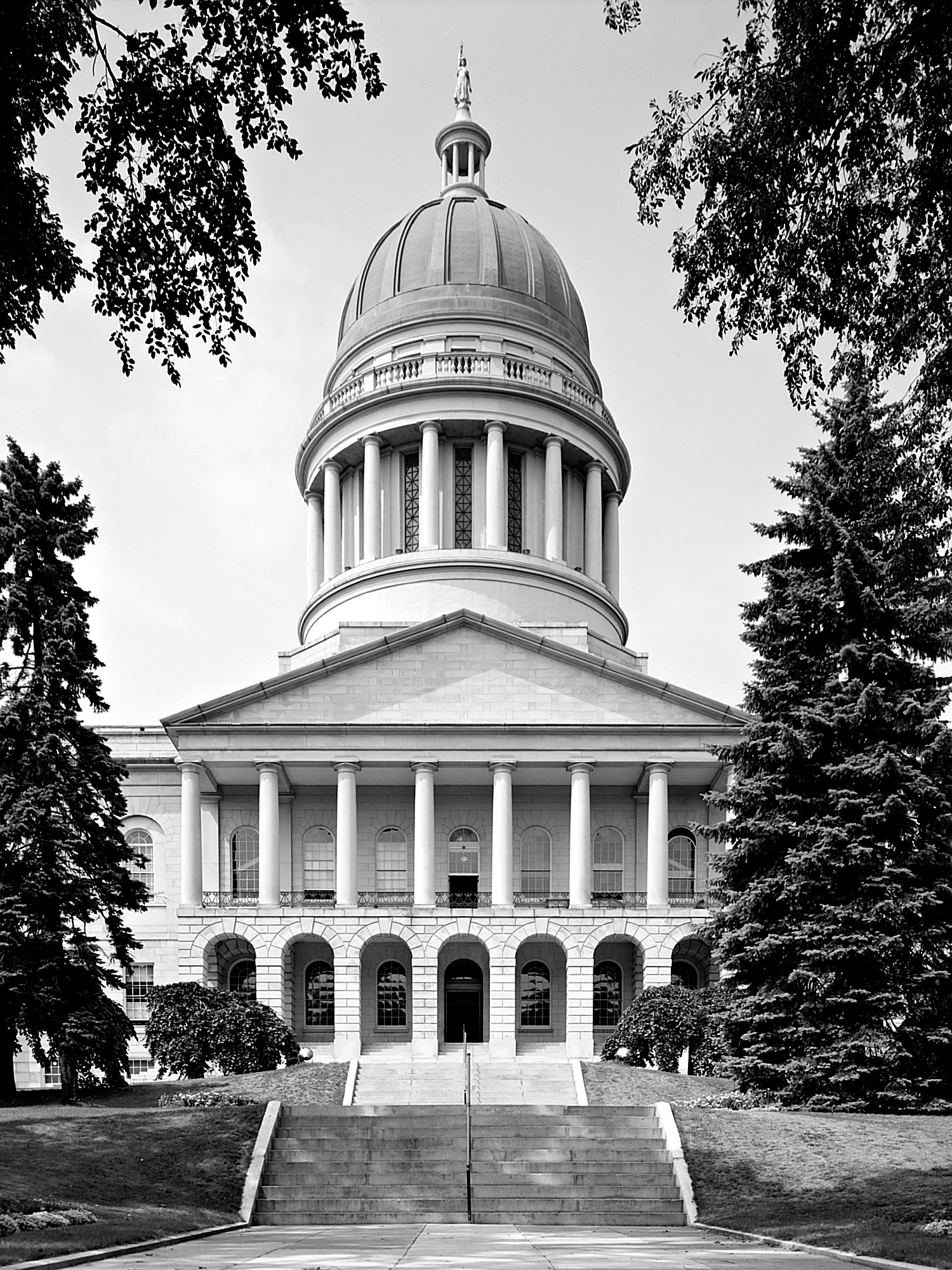
خانه ایالت مین، طراحی شده توسط چارلز بالفینچ ساخته شده در ۱۸۲۹–۱۸۳۲

دو انجمن یسوعی به وسیله فرانسویان تأسیس شد یکی در سال ۱۶۰۹ در خلیج پنوب اسکات و دیگر در ۱۶۱۳ در جزیره مونت دیزرت. در همان سال کاستین به وسیله کلود دُ لا تور ایجاد شد، در سال ۱۶۲۵ شارل دُ سن-اتین دُ لا تور فُر پانتاگوئه را برای حفاظت از کاستین بنا کرد. نواحی ساحلی غربی اولین مناطقی بودند که در سال ۱۶۲۲ تحت عنوان استان مین به رسمیت شناخته شدند. نواحی شرقی شمال رودخانه کنه‌بک ساکنان بسیار کمی داشت و در قرن ۱۷ تحت عنوان قلمرو ساگاداهوک شناخته شد. دومین مستعمره در سال ۱۶۲۳ به وسیله دریانورد و کاپیتان نیروی دریایی انگلیسی، کریستوفر لوت در مکانی به نام یورک در زمینی که اعطایی چارلز اول انگلستان بود، ایجاد شد. این مستعمره نیز شکست خورد.
قبیله آندروسکوجین که با نام اروزگانتاکوک نیز شناخته می‌شوند اولین ساکنان نواحی مرکزی مین بودند. آندروسکوجین‌ها از قبیله‌ای از تیره آبِناکی بودند. در طی جنگ شاه فیلیپ در سال ۱۶۹۰ از آن نواحی بیرون رانده شدند. آن‌ها به سنت‌فرانسیس نقل مکان کردند که به وسیله تکاوران راجرز در سال ۱۹۷۵ تخریب شد و اکنون اوداناک نام دارد. سایر قبائل آبِناکی شکستهای دشواری را متحمل شدند به ویژه در طی جنگ دامر و تسخیر نوریجویک در سال ۱۷۲۴ و شکست پِکوآکیت در سال ۱۷۲۵ که تا حد زیادی از شمار آن‌ها کاست. آن‌ها در نهایت به همراه دیگر قبایل مهاجر جنوب به کانادا عقب‌نشینی کردند و در بیکِنکور و سیلری و بعدها در سنت فرانسیس اسکان گزیدند.
استان مین با مرزهای کنونی‌اش در سال ۱۶۵۲ بخشی از مستعمره خلیج ماساچوست شد. مین در قرن هفدهم و اوایل قرن هجده صحنه جنگ فرانسوی‌ها، انگلیسی‌ها و نیروهای متحد بومی بود که برضد یکدیگر می‌تاختند و برای خونخواهی و در برخی موارد سلطه طلبی توسط بومیان آمریکایی، گروگان‌گیری می‌کردند. برای نمونه در ابتدای سال ۱۶۹۲ به یورک یورش بردند، حدود ۱۰۰ نفر از مستعمره نشینان انگلیسی را کشتند و ۸۰ تن از سایر روستاییان را به گروگان گرفتند. آبناکی‌ها درطی یورشهای جنگ کوئین آن اوایل سال ۱۷۰۰ در کانویک، روستای کاتولیک موهاک در نزدیکی مونترآل دست به گروگان‌گیری زدند که برخی از گروگان‌ها به اسارت درآمدند و برخی دیگر آزادی یافتند.
پس از اینکه در سال ۱۷۴۰ انگلیسی‌ها فرانسوی‌ها را در آکادیا شکست دادند قلمرو از شرق رودخانه پنوب‌اسکات جدا شده و تحت قلمرو اسمی استان نوااسکوشیا درآمد و به همراه نیوبرانزویک فعلی شهرستان سانبریِ نوا اسکوشیا را تشکیل دادند. نیروهای آمریکایی و انگلیسی در طی انقلاب آمریکا در ۱۸۱۲ بر سر قلمرو مین مدعی بودند و نیروهای انگلیسی مین غربی را در هر دو نبرد به اشغال خود درآوردند. قرارداد منعقد شده بعد از انقلاب آمریکا دربارهٔ مرزهای مین با شمال بریتانیایی آمریکا مبهم بود. هنگامی که کشور ایالات متحده تشکیل شد قلمرو مین به عنوان بخشی از ماساچوست درآمد اگرچه مرزهای نهایی با قلمرو بریتانیایی تا زمان پیمان وبستر- اشبرتون در ۱۸۴۲ معین نگردید.
مین به صورت فیزیکی از ماساچوست جدا شد. اختلاف دیرینه بر سرزمین خواری و استعمار منجرشد که ساکنان مین و متحدانشان مجلس ماساچوست را در سال ۱۸۰۷ برای جدایی مین وادار به رای‌گیری کنند. آتش احساسات تجزیه طلبان در طی جنگ ۱۸۱۲ دامن زده شد هنگامی که بازرگانان طرفدار بریتانیا در ماساچوست به مخالفت با جنگ برخاستند و از دفاع از مین در مقابل مهاجمان بریتانیایی سر باز زدند. جدایی و تشکیل ایالت مین به عنوان بیست و سومین ایالت در ۱۵ مارس ۱۸۲۰ تحت قسمتی از پیمان میسوری اتفاق افتاد که از نظر جغرافیایی گسترش برده‌داری را محدود می‌کرد و در سال بعد با توازن میان بردگان و افراد آزاد ایالت، زمینه ورود به استقلال میسوری را فراهم کرد.
پایتخت اصلی مین، پورتلند، شهر مهم مین بود که در سال ۱۸۳۲ به منظور مرکزیت بخشیدن به پایتخت درون ایالت به آگوستا تغییر پیدا کرد.
ارتش داوطلب پیاده‌نظام موسوم به مین بیستم تحت فرماندهی سرهنگ جاشوا لارنس چمبرلین از لیتل راند تاپ در نبرد گتیسبورگ دفاع کردند. همچنین سربازانش ارتش متحدان را از تهاجم ارتش ائتلاف محافظت کردند.
چهار کشتی نیروی دریایی ایالات متحده به افتخار مین یو اس اس مین نامیده شدند.

## جغرافیا

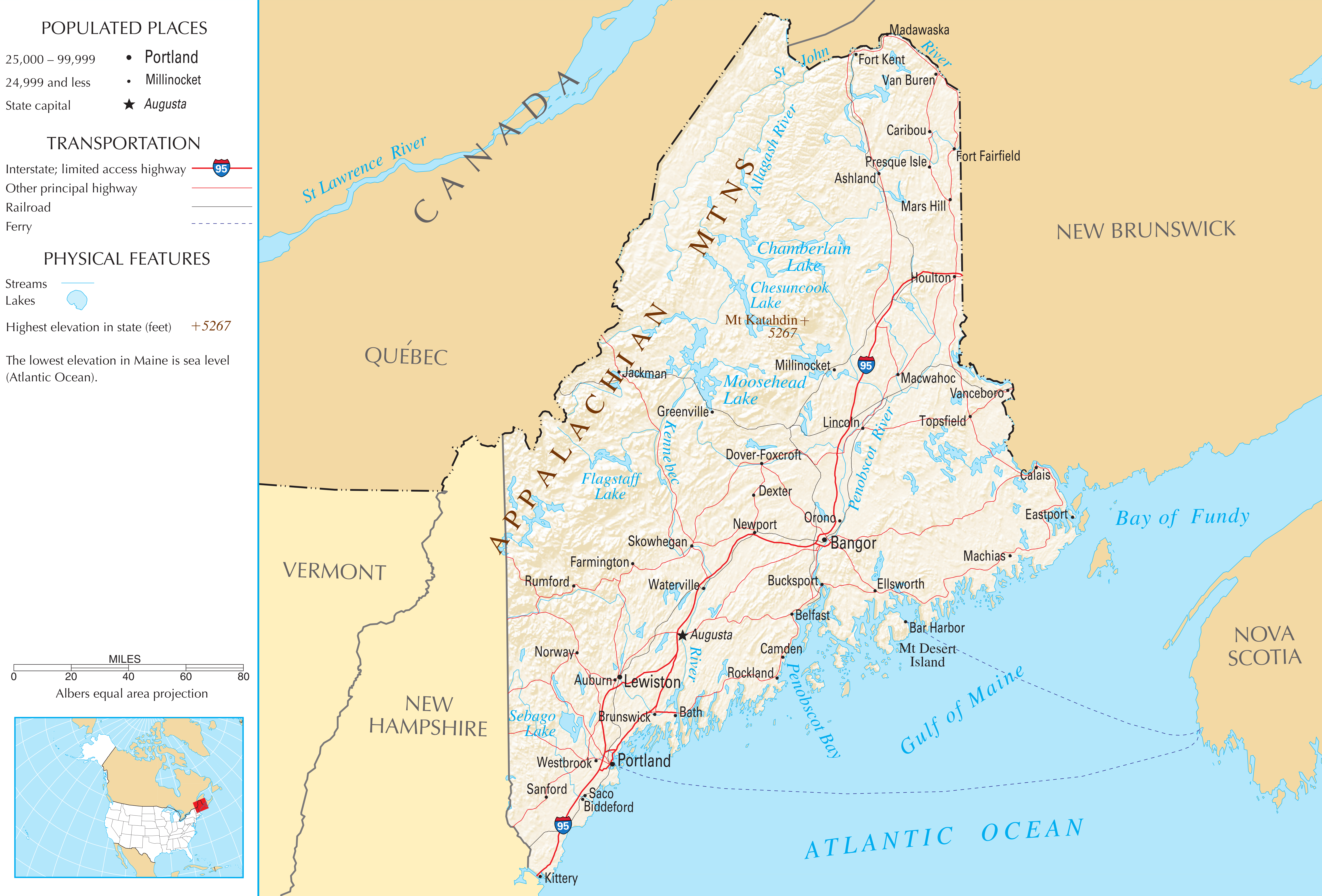
نقشه مین و نواحی اطراف

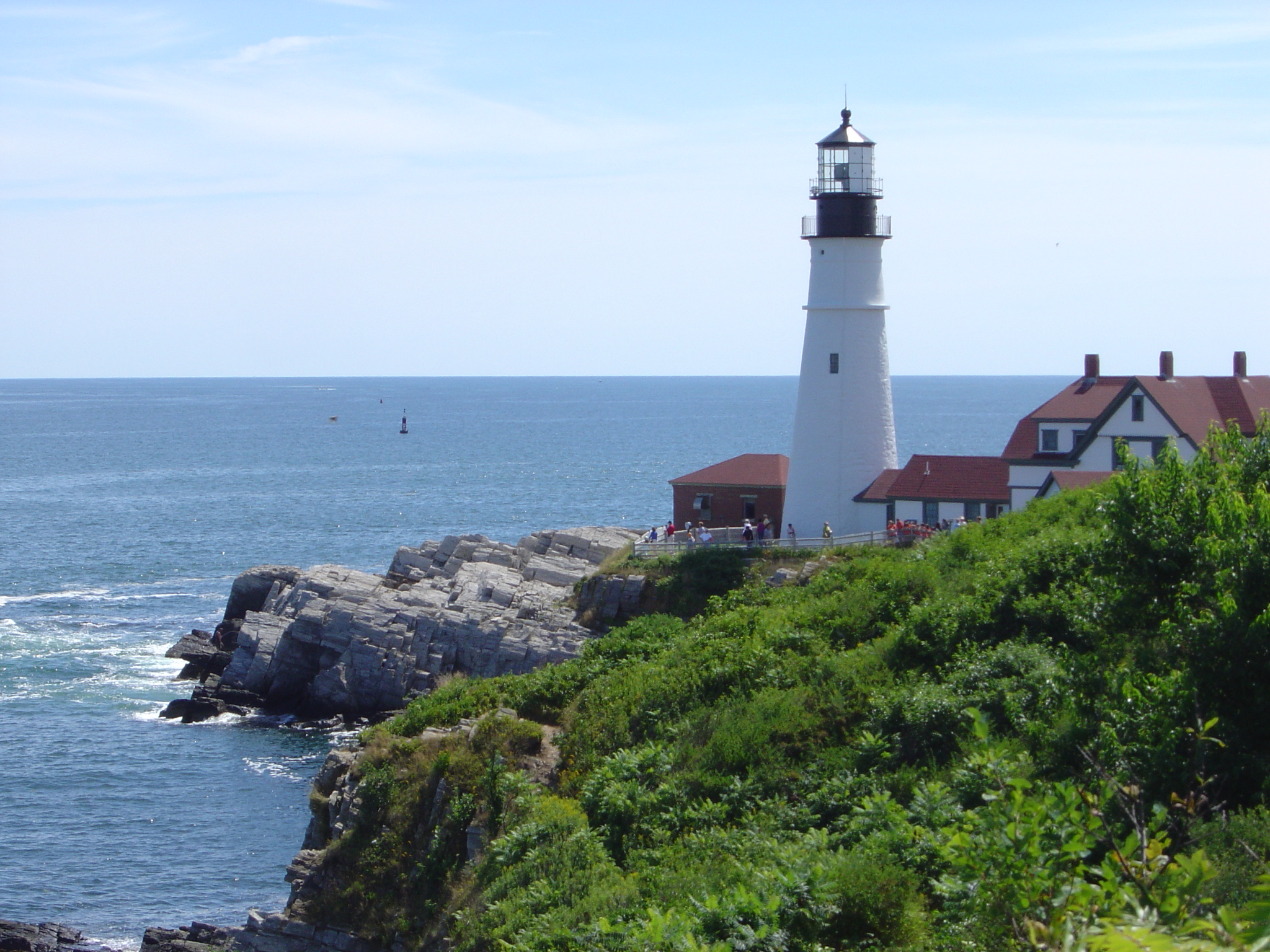
سواحل ایالت مین

در جنوب و شرق آن اقیانوس اطلس و در شمال و شمال شرق آن استان کانادایی نیوبرانزویک قرار دارد. استان کانادایی کبک نیز در شمال غرب آن واقع است. مین شمالی‌ترین و در عین حال بزرگترین ایالت ناحیه نیوانگلند است که تقریباً معادل نیمی از کل مساحت منطقه است. مین تنها ایالتی است که دقیقاً با یک ایالت دیگر (نیوهمپشایر در غرب همسایه) است.
مین شرقی‌ترین ایالت در ایالت متحده است که هم‌زمان دورترین نقطه و مرکز جغرافیایی آن است. نقاط شهری ایستپورت و لوبک به ترتیب شرقی‌ترین شهر و بخش در ایالات متحده هستند. دهکده استکورت شمالی‌ترین نقطه مین و همچنین شمالی‌ترین نقطه نیوانگلنداست.
دریاچه موس‌هد بزرگترین دریاچه در تمام نیوانگلند است که همانند دریاچه شاپلن بین ورمانت، نیویورک و کبک قرار گرفته‌است. شمار زیادی از دریاچه‌ها، همانند دریاچه دوقلوی جنوب به وسیله هنری دیوید توری توصیف شده‌اند.
کوهستان کاتادین از انتهای جنوبی به سمت رشته‌کوه بین‌المللی آپالیشین که به سمت جزیره بل در نیوفاوندلند و لابرادور امتداد دارد، منتهی می‌شود و هم‌زمان در انتهای شمالی رشته‌کوه آپالیشین قرار دارد که از جنوب به سمت کوهستان اسپرینگر در شمال جورجیا کشیده شده‌است.
مین جنبه‌های منحصربه‌فرد جغرافیایی فراوانی دارد. جزیره ماکیاس سیل، و قسمت شرقی صخره شمال که مورد دعوی ایالات متحده و کاناداست و یکی از نواحی چهارگانه‌ای است که هنوز مورد مناقشه دو کشور است. همچنین در شرقی‌ترین نواحی آن گرداب جزر و مد اولدسا قرار دارد که بزرگترین گرداب نیمکره غربی است.
مین از نواحی کم جمعیت شرق رودخانه می‌سی‌سی‌پی است. مین ایالت درخت کاج نامیده می‌شود چرا که بیش از نود درصد زمین‌های آن پوشیده از جنگل است. نواحی داخلی جنگلی تقریباً خالی از سکنه هستند و بسیاری از آن‌ها تشکیلات رسمی سیاسی ندارند (کم سابقه در نیوانگلند). به عنوان نمونه قلمروی سازمان نیافته اروزتوک شمال غربی مساحتی معادل ۲٬۶۶۸ مایل مربع (۶٬۹۱۰ کیلومتر مربع) دارد و جمعیت آن در سرشماری سال ۲۰۰۰، ۲۷ نفر گزارش شده‌است، یعنی به ازای هر ۱۰۰ مایل مربع (۲۶۰ کیلومتر مربع) یک نفر.
مین در نواحی معتدل جنگل‌های پهن برگ و مخلوط، واقع شده‌است. نواحی نزدیک جنوب و سواحل مرکزی اقیانوس اطلس به وسیله بلوط‌های مخلوط جنگل‌های ساحلی شمال شرقی پوشیده شده‌اند. سایر نواحی ایالت که شامل نورث‌وودز می‌شود به وسیله جنگل‌های آکیدیایی نیوانگلند پوشیده شده‌است.
مین تقریباً ۲۳۰ مایل (۴۰۰ کیلومتر) خط ساحلی دارد (و ۳۵۰۰ مایل (۵۶۰۰ کیلومتر) خط ساحلی جزر و مدی). وست کودی هد شرقی‌ترین نقطه در ۴۸ ایالت به هم پیوسته آمریکاست. در امتداد ساحل صخره‌ای معروف مین، فانوس‌های دریای، شن زارها، دهکده‌های ماهیگیری و جزایر دور از ساحل شامل جزایر کوچک شولز که در امتداد مرز نیوهمپشایر است، قرار دارند. صخره‌های دندانه‌ای، تخته سنگ‌ها و خلیج‌های کوچک در کنار رودخانه‌ها، دریاچه‌ها، جنگل‌ها و کوهستان‌ها هستند. این تقابل عینی دامنه‌های جنگلی منتهی به دریا به وسیله ادنا سنت وینسنت میلی، شاعر آمریکایی اهل راکلند و کمدن خلاصه شده‌است. مین در "نو زایش":

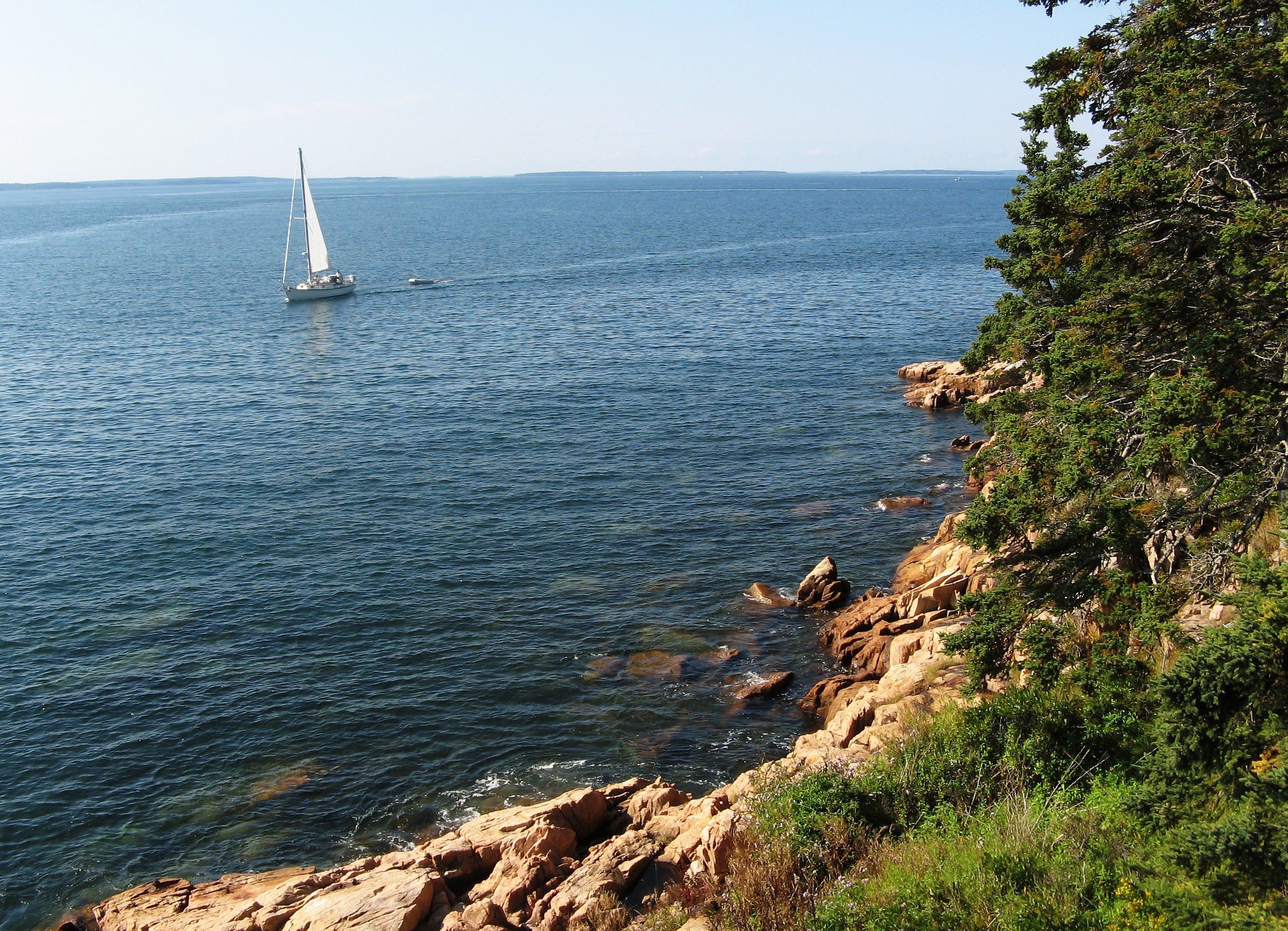
ساحلی در مین در نزدیکی پارک ملی آکادیا

"تمام چیزی که من می‌توانستم از جایی که ایستاده بودم، ببینم
سه کوهستان بلند و یک جنگل بود
چرخیدم و از دیگر سو نگریستم
و سه جزیره در خلیج کوچک دیدم"
زمین شناسان این زمین‌ها را سواحل غرق شده می‌نامند به این دلیل که به واسطه بالا آمدن آب دریا چهره این سرزمین‌ها دست‌خوش تغییر شده، از دره‌ها خلیج و از نوک قله‌ها جزایر به وجود آمده‌اند. اگر چه افزایش سطح زمین به واسطه ذوب یخچال‌های طبیعی به میزان جزئی باعث برگرداندن ویژگی‌های قبلی این زمین‌ها شده‌است اما این افزایش برای حذف تمام تأثیرات ناشی از افزایش سطح دریا و تغییراتی که در چهره زمین ایجاد کرده، کافی نیست.
بسیاری از جنبه‌های مورفولوژیکی مین به وسیلهٔ فعالیت یخبندان در انتهای آخرین عصر یخبندان به وجود آمده‌است. وجوه برجسته یخبندان شامل سامزسوند و بابل راک هستند که هر دو بخشی از پارک ملی آکادیا در جزیره مونت دیزرت هستند. سامزسوند که در نتیجه یخبندان حاصل شده، به عنوان تنها آبراه در کرانه شرقی ساحل در نظر گرفته می‌شود که عمق آن به ۱۷۵ فوت (۵۰ متر) می‌رسد. عمق زیاد و شیب تند به کشتی‌های بزرگ اجازه می‌دهد که تقریباً در تمام طول آبراه حرکت کنند و همین ویژگی‌ها این آبراه را برای قایق‌سازان معروفی همچون کمپانی قایق بادبانی هینکلی حائز اهمیت نموده‌است. بابل راک تحت عنوان یخبندان سرگردان شناخته می‌شود و تخته‌سنگ بزرگی است که بر لبه کوهستان بابل قرار دارد. این تخته سنگ در پارک ملی آکادیا قرار گرفته‌است. با تجزیه و تحلیل نوع گرانیت آن زمین شناسان قادر به کشف این مهم شدند که یخچالی که این تخته سنگ را به جایگاه فعلی حمل نموده از شهر لوسرن - ۳۰ مایل (۴۸ کیلومتر) دورتر- بوده‌است.
پارک ملی آکادیا تنها پارک ملی در نیوانگلند است.
نواحی تحت نگهداری و اداره سازمان پارک‌های ملی آمریکا شامل:
- پارک ملی آکادیا نزدیک بار هاربر
- مناظر زیبای کوهستان ملی آپالیشین
- تمدن آکادیایی مین در دره سنت جان
- پارک بین‌المللی روزولت کامپوبلو نزدیکی لوبک
- سایت تاریخی بین‌المللی جزیره سنت کروا در کَلِی

### آب و هوا
مین آب و هوای مرطوب قاره‌ای به همراه تابستان‌های گرم و مرطوب دارد (اگرچه به‌طور کلی گرم نیست) زمستان‌ها در سرتاسر ایالت هوا سرد و برفی است و این سرما و برف در نواحی شمالی شدیدتر است. نواحی ساحلی تا اندازه‌ای به وسیله اقیانوس اطلس معتدل شده‌اند. در ماه ژوئیه در سرتاسر ایالت بیشینه درجه حرارت در طول روز بین ۸۰–۷۵ فارنهایت (۲۷–۲۴ سانتیگراد) و کمینه آن در طول شب بیش از ۵۰ فارنهایت (حدود ۱۵ سانتیگراد) است. در ژانویه محدوده درجه حرارت از بیشینه حدود ۳۲ فارنهایت (صفر سانتیگراد) در سواحل جنوبی تا متوسط زیر صفر فارنهایت (۱۸- سانتیگراد) در طول شب، در نقاط دوردست شمالی است.
رکورد بالاترین دمای ایالت ۱۰۵ فارنهایت(۴۱ سانتیگراد) است که در ژوئیه ۱۹۱۱ در نورث بریجتون ثبت شده‌است. مین نسبت به سایر ایالت‌های شرق رشته کوه راکی کمتر تجربه توفان‌های همراه با آذرخش دارد به‌طوری‌که بیشترین میانگین آن کمتر از ۲۰ روز توفان در سال است. گردبادها نیز با میانگین کمتر از دو بار در سال نیز به ندرت و اغلب در نواحی جنوبی اتفاق می‌افتند.

## جمعیت‌شناسی

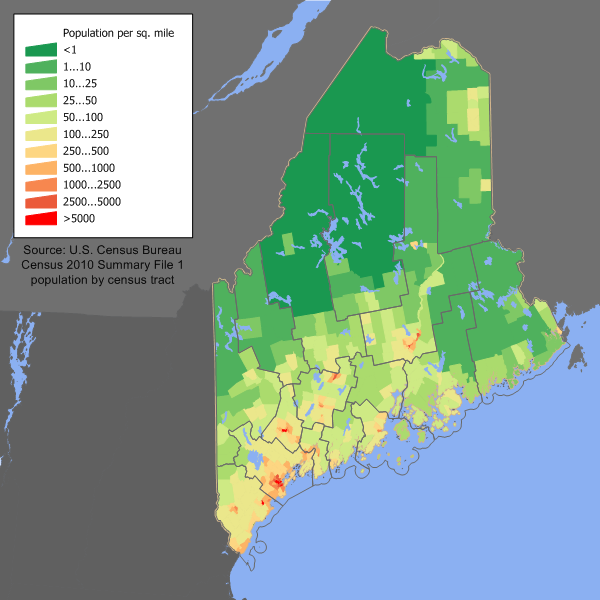
نقشه تراکم جمعیت مین

اداره آمار ایالات متحده آمریکا جمعیت مین را در یکم ژوئیه ۲۰۱۲، ۱٬۳۲۹٬۱۹۲ تخمین زد که نسبت به سرشماری سال ۲۰۱۰ یک درصد افزایش داشته‌است. تراکم جمعیت ایالت ۴۱/۳ نفر در هر مایل مربع است که بدین ترتیب مین را کم جمعیت‌ترین ایالت در تمام نیوانگلند، آمریکای شمال شرقی، کرانه شرقی تمام ایالت‌های ساحلی اقیانوس اطلس و تمام ایالات شرق رودخانه می‌سی‌سی‌پی ساخته‌است.
مرکزیت میانگین جمعیت مین در شهرستان کنه‌بک و در شرق آگوستا قرار گرفته‌است. مرکز شهری پورتلند که بزرگتر از آگوستاست متراکم‌ترین جمعیت را داراست که در حدود ۲۰ درصد جمعیت کل مین است. همان‌طور که در بخش جغرافیا تشریح شد بخش‌های وسیعی از نواحی بدون سکنه در مناطق دورافتاده داخلی وجود دارد.
در سرشماری سال ۲۰۱۰، ۹۴/۴ درصد جمعیت، سفیدپوست غیر هیسپانیک، ۱/۱ درصد سیاه‌پوست غیر هیسپانیک یا آفریقایی آمریکایی، ۰/۶ درصد سرخپوستان آمریکایی یا بومیان آلاسکا، یک درصد آسیایی ۰/۱ درصد از سایر نژادها و ۱/۴ درصد از دو یا چند نژاد بودند. ۱/۳ درصد از جمعیت مین هیسپانیک، لاتین یا دارای منشأ اسپانیایی (که ممکن است از هر نژادی باشند) هستند.
در سال ۲۰۱۱ فراوانی جمعیت تبارهای ساکن در مین به صورت زیر برآورد شدند:
- ۲۳/۹ درصد فرانسوی یا فرانسوی-کانادایی
- ۲۱/۶ درصد انگلیسی
- ۱۷/۸ درصد ایرلندی
- ۹/۴ درصد آمریکایی
- ۸/۵ درصد آلمانی
- ۵/۸ درصد ایتالیایی
- ۵/۵ درصد اسکاتلندی
- ۲/۱ درصد لهستانی
- ۱/۸ درصد سوئدی
- ۱/۷ درصد اسکاتلندی-ایرلندی

مردمی که خود را «آمریکایی» معرفی می‌کنند بیشتر دارای‌تبار انگلیسی هستند و نیاکان آن‌ها از مدت‌های طولانی پیش (اغلب از اوائل سده هفدهم) در این منطقه بوده‌اند و از این رو واژه «آمریکایی» را برای تعریف هویت خود برگزیده‌اند.
مین بیشترین درصد جمعیت آمریکائیان فرانسوی را در بین سایر ایالات دارد. این ایالت همچنین بر اساس سرشماری سال ۲۰۱۰ حدود ۹۴/۴ درصد جمیعت سفیدپوست غیر هیسپنیک دارد که بالاترین درصد جمعیت این نژاد در بین سایر ایالات است. در سال ۲۰۱۱، ۸۹/۰ درصد تولدها بین والدین سفیدپوست غیر هیسپانیک بود. مین همچنین در مقایسه با سایر ایالت‌ها بیشترین درصد جمیعت فرانسوی زبان را داراست. بیشتر آن‌ها مهاجران کبکی هستند که در سال ۱۸۴۰ تا ۱۹۱۰ به مین آمده‌اند یا پیش از ۱۹۴۲ از نیوبرانزویک به سمت مین سرازیر شده‌اند. در شمال مین (به ویژه شهرستان اروزتوک) آکادیایی‌ها هنوز در خانه به زبان فرانسوی صحبت می‌کنند، از این رو که بستگان آن‌ها در همسایگی شان یعنی نیوبرانزویک زندگی می‌کنند. آمارهای سرشماری نشان می‌دهد که مین همچنین بیشترین درصد جمعیت فرانسوی زبان را در بین سایر ایالات دارد. میزان ۵/۲۵ درصد از خانواده‌های مین فرانسوی زبان هستند، در مقایسه با ایالت لوئیزیانا با ۴/۶۸ درصد. فرانسوی زبانان در بین اقلیت زبانی ایالت، بیشترین جمعیت را دارا هستند. گزارش سرشماری سال ۲۰۰۰ حاکی از آن بود که ۹۲/۵ درصد از ساکنان مین از سن ۵ سال و بالاتر در خانه انگلیسی صحبت می‌کنند. مین زبان رسمی ندارد اما بیشتر ساکنان آن انگلیسی زبان هستند.
نواحی بالای دره رودخانه سنت جان، قسمتی از جمهوری ماداواسکا قبل از مرزهای پیمان وبستر-اشبرتون بود. بیش از یک چهارم جمعیت لویستون، واترویل و بیدفورد آمریکایی‌های فرانسوی‌تبار هستند. شمار کوچکتری از دیگر تبارها شامل ایرلندی، ایتالیایی و لهستانی در خلال موج مهاجرات‌ها در اواخر قرن نوزدهم و اوایل قرن بیستم در تمام ایالت ساکن شدند.

### مذهب
ترکیب مذهبی مردم مین به صورت زیر است:
- مسیحی-۸۲ درصد
  - پروتستان-۴۵ درصد
    - باپتیست (بیشتر باپتیست آمریکایی)-۱۶ درصد
    - متدیست (بیشتر کلیسای متحد متودیست با ۳۱٬۶۸۹ عضو)- ۹ درصد
    - اپیسکوپال- ۸ درصد
    - کلیسای متحد مسیح (۲۹٬۱۲۲)- ۸ درصد
    - پنتاکوستال- ۶ درصد
    - لوتری- ۳ درصد
    - دیگر پروتستان ها- ۱۰ درصد

  - کلیسای کاتولیک رم (۲۸۳٬۰۲۴)- ۳۷ درصد
  - سایر مسیحیان- ۱ درصد
- سایر مذاهب- ۱ درصد
- بدون مذهب- ۱۷ درصد

در سال ۲۰۱۰ پژوهشی اظهار داشت که مردم مین نسبت به سایر ایالات کمتر مذهبی هستند.

## اقتصاد

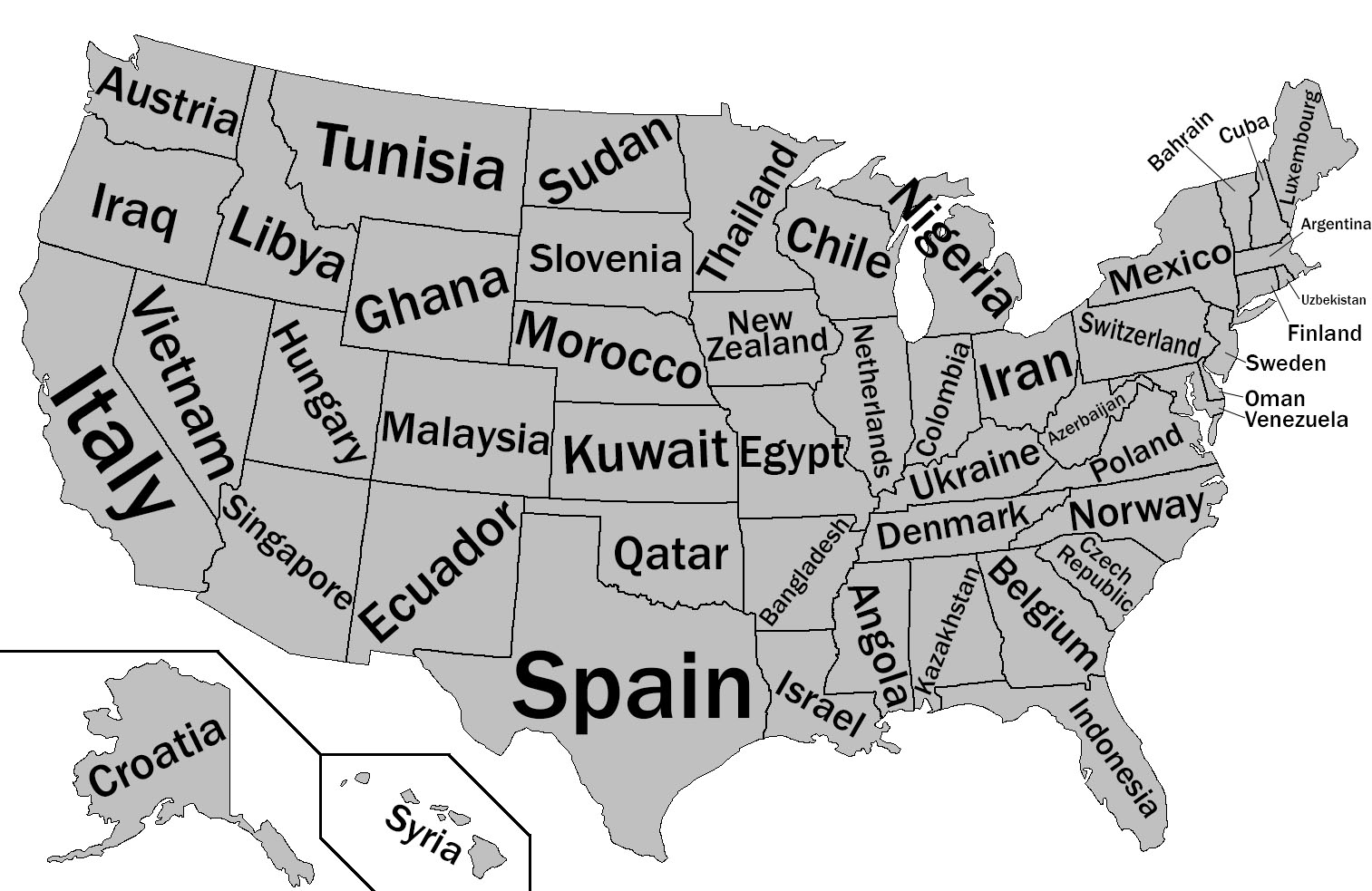
مقایسهٔ تولید ناخالص داخلی ایالت‌های آمریکا با کشورهای دیگر در سال ۲۰۱۲. ایالت مین در این سال تولید ناخالصی اش قابل مقایسه با کشور لوکزامبورگ بوده‌است.

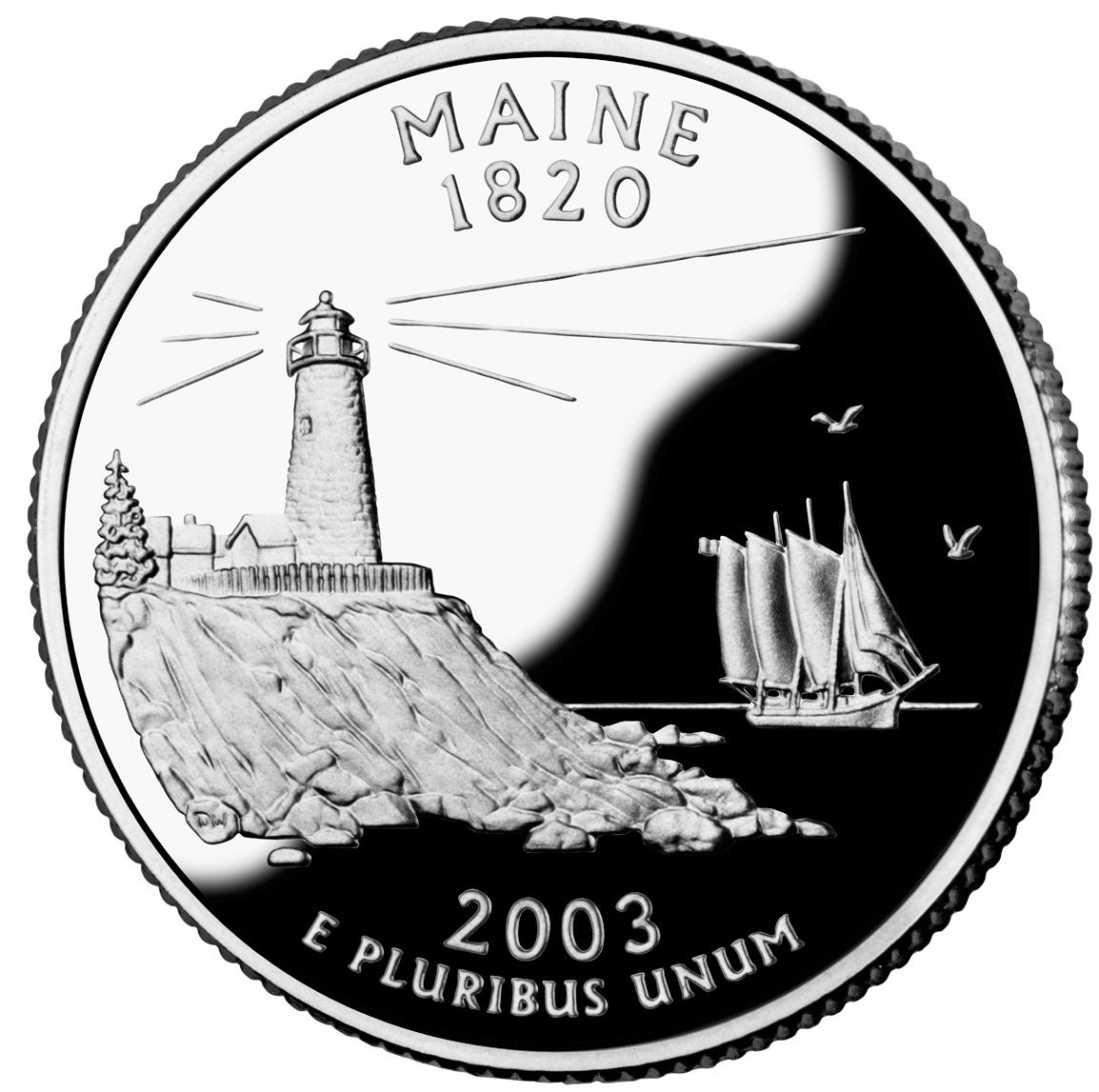
کوارتر ایالت مین

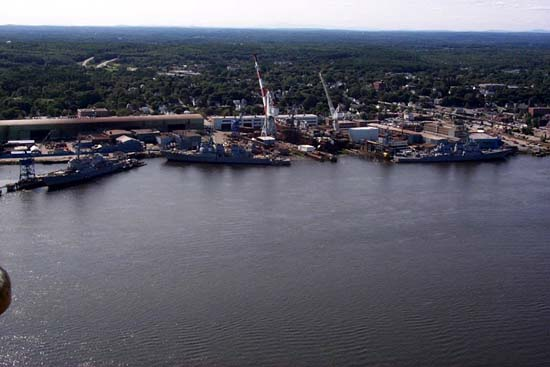
کشتی‌سازی بث ارون ورکز

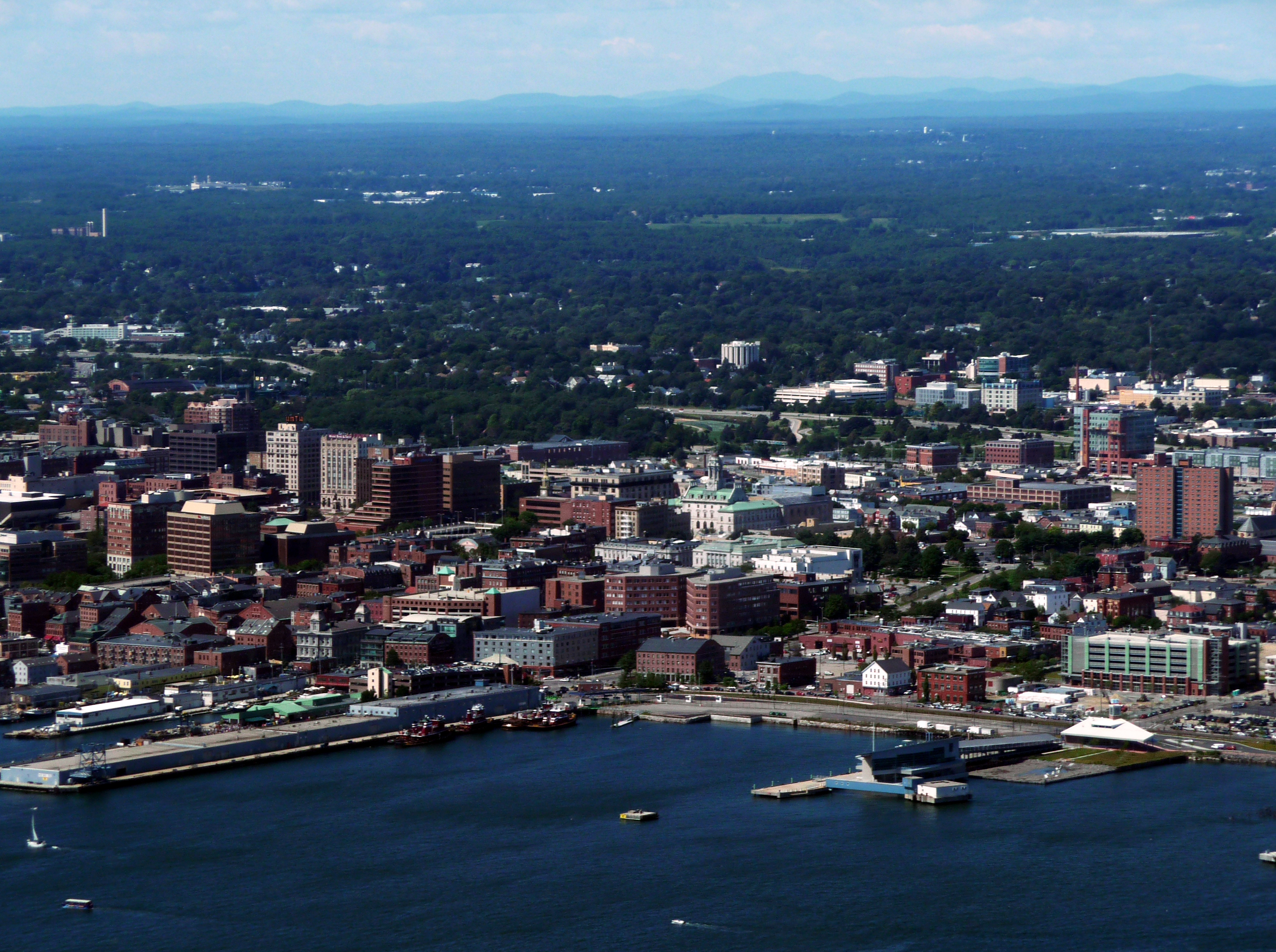
نواحی قدیمی پورتلند

در سال ۲۰۱۲، این ایالت تولید ناخالص داخلی برابر با ۵۷٬۸۲۱ میلیارد دلار داشت، که بیشتر از تولید ناخالص داخلی کشور لوکزامبورگ (۵۷٬۱۱۷ میلیارد دلار) بود. همچنین اداره تجزیه و تحلیل اقتصادی آمریکا تولید ناخالص داخلی مین را در سال ۲۰۱۰، ۵/۲ میلیارد دلار تخمین زد. سرانه درآمد شخصی در سال ۲۰۰۷، ۳۳٬۹۹۱ دلار آمریکا بود که حائز رتبه ۳۴ در کل کشور بود. همچنین از ماه اکتبر۲۰۱۰ نرخ بیکاری ۷/۴ درصد بوده‌است.
تولیدات کشاورزی مین شامل مرغ، تخم مرغ، فراورده‌های لبنی، پرورش چارپایان، تمشک وحشی، شیره افرا و شکر افرا می‌باشد. شهرستان اروزتوک به خاطر داشتن بهترین محصول سیب زمینی معروف است. مین همچنین در شمار صادرکنندگان تمشک است. ماهیگیری تجاری از گذشته تاکنون نقطهٔ اتکای اقتصاد این ایالت بوده‌است، به ویژه صید خرچنگ (لابستر) و ماهی‌های کف زی. همچنین سفره‌های آب زیرزمینی و چشمه‌های غرب مین منابع اصلی آب معدنی هستند.
تولیدات صنعتی مین بیشتر شامل کاغذ، الوار و تولیدات چوبی، تجهیزات الکترونیکی، مواد غذایی، نساجی و بیوتکنولوژی است. کشتی‌سازی نیروی دریایی اهمیت خود را به وسیله دو کمپانی بث ارون ورکز در بث و پورتزموث نِیوِل شیپ یارد در کیتری به خوبی حفظ کرده‌است. ایستگاه هوایی نیروی دریایی برانزویک نیز در مین قرار دارد که در گذشته پایگاه حمایتی بزرگی برای نیروی دریایی ایالات متحده محسوب می‌شده‌است. اگرچه به رغم تلاش‌های دولتی جهت ارتقا امکانات این ایستگاه کمپین برک(BRCAC) شروع به محدود کردن آن نمود.
بزرگترین کارخانه تولید خلال دندان در ایالات متحده در استرانگ قرار داشت. کارخانه تولیدات چوبی مین در یک رور حدود ۲۰ میلیون خلال دندان تولید می‌کرد. این کارخانه در مه ۲۰۰۳ بسته شد.
گردشگری و تفریح در فضای باز نقش عمده و به‌طور فزاینده مهم در اقتصاد مین بازی می‌کنند. این ایالت مکان معروفی برای شکار (به ویژه شکار خرس، آهو و گوزن)، ماهیگیری، اسکی روی برف، قایق‌رانی، اردو زدن، پیاده‌روی و دیگر فعالیت‌های ورزشی است.
اسکله‌های مین نقش مهمی در حمل و نقل ملی بازی می‌کنند. ابتدا در حدود سال ۱۸۸۰ خط راه‌آهن پورتلند و اسکله بدون یخبندان آن، تا اواسط سال‌های ۱۹۰۰ تا ۱۹۱۰ پیش از پیشرفت چشمگیر هالیفاکس در نوا اسکوشیا، پایانه اصلی زمستانی کانادا بودند. در سال ۲۰۰۱ پورتلند، بزرگترین شهر مین به واسطه توانایی اش برای ساپورت کردن تانکرهای بزرگ، از بوستون که دارای پرترددترین اسکله نیوانگلند (برحسب تناژ) بود، پیشی گرفت. فرودگاه بین‌المللی پورتلند اخیراً گسترش یافته و ترابری هوایی در این ایالت را با شرکت‌های هواپیمایی ای مانند جتبلو و سوث وست ارلاینز افزایش داده‌است.
تعداد شرکت‌های بزرگی که دفاتر مرکزی آن در ایالت مین باقی مانده‌است بسیار کم است و در حال حاضر نیز به واسطه ترکیب و ادغام صنایع به خصوص صنایع کاغذ و خمیر کاغذ میزان آن کمتر نیز شده‌است. شماری از شرکت‌هایی که دفاتر مرکزی آن‌ها در ایالت باقی‌مانده عبارتند از: شرکت تولید قطعات نیمه رسانای فرچایلد سمی کنداکتور در پورتلند جنوبی، آزمایشگاه‌های خدمات غذایی، دامپزشکی و آزمایش آب آی دی ای ایکس ایکس در وست‌بروک، فروشگاه‌های زنجیره‌ای هانافورد در اسکاربرو، شرکت بیمه اونوم در پورتلند، بانک تی دی در پورتلند، شرکت تولید تجهیزات اردویی و تفریحی ال. ال بین در فریپورت، تولیدی پوشاک با برند کول هان و شرکت فناوری ماهواره‌ای و ناوبری دلورمه در یارموث. همچنین آزمایشگاه غیرانتفاعی جکسون که بزرگترین مرکز تحقیقات ژنتیکی پستانداران و بزرگترین تولیدکننده موش ژنتیکی اصیل در دنیا است در این ایالت قرار دارد.

### مالیات
مالیات بر درآمد در مین شامل چهار سرفصل است که از ۵ تا ۸/۵ درصد متغیر است. نرخ کلی مالیات فروش در مین ۵ درصد است. همچنین مالیات ۷ درصد برای مسکن و غذای آماده و مالیات ۱۰ درصد برای خودروهای اجاره‌ای کوتاه مدت دریافت می‌شود. فروشندگان تجاری تمشک وحشی که یک جزء اصلی اقتصاد مین هست باید سوابق معاملات خود را نگه دارند و بابت فروش میوه هر فصل ۱/۵ سنت مالیات به ازای هر پوند(۱/۵ دلار به ازای ۱۰۰ پوند) به ایالت بپردازند. تمام اموال عمومی و اموال خصوصی هرچند کوچک که در ایالت مین هستند مشمول مالیات می‌شوند مگر اینکه به‌طور خاص توسط قانون معاف شوند. وضع مالیات بر دارایی‌ها در بخش‌ها و شهرهای بزرگ به هم پیوسته توسط ارزیاب محلی انجام می‌شود در حالی که در قلمروهای سازمان نیافته توسط ارزیاب مالیاتی ایالت انجام می‌گیرد.

### کشتی‌سازی
شرکت‌های کشتی‌سازی از دیرباز در مین وجود داشته‌اند. در قرن ۱۸ و ۱۹ شرکت‌های کشتی‌سازی که کشتی‌های بادبانی چوبی تولید می‌کردند در مین قرار داشتند. کار عمده این کشتی‌ها حمل بار و مسافر به خارج بود. یکی از جاهایی که بیشتر شرکت‌های کشتی‌سازی در آن قرار داشتند منطقه تاریخی پنول ویل (برانزویک فعلی) بود. این منطقه متعلق به خانواده پنول بود که در آن زمان مالک بسیاری از شرکت‌های کشتی‌سازی آنجا بودند. خانواده‌های دیگری نظیر مورس‌ها و اسکالفیلدها نیز در زمره مالکان کشتی سازی‌های آن زمان بودند. در طی قرن‌های ۱۸ و ۱۹ ساخت کشتی‌های چوبی از این دست بخش قابل توجهی از اقتصاد را تشکیل می‌داد.

## ترابری

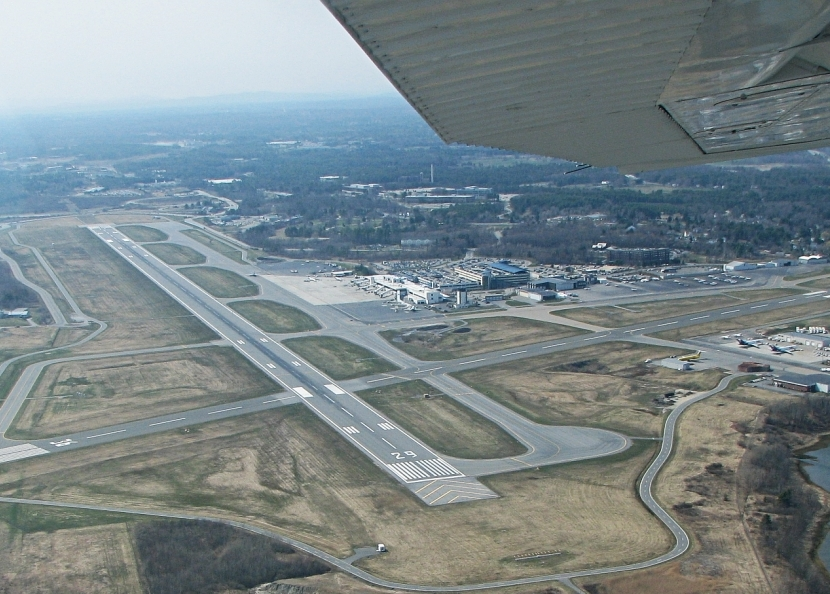
فرودگاه بین‌المللی پورتلند

### فرودگاه‌ها
خدمات هواپیمایی در مین به وسیله دو فرودگاه بزرگ شامل فرودگاه بین‌المللی پورتلند و فرودگاه بین‌المللی بنگور ارائه می‌شود. هر دوی آن‌ها روزانه سرویس‌های متعددی توسط شرکت‌های هواپیمایی بزرگ به مقصدهایی همچون نیویورک، جورجیا و اورلاندو ارائه می‌دهند.
خدمات ضروری هوایی با دادن هواگردهای توربوپراپ کوچک به فرودگاه‌های منطقه‌ای مانند فرودگاه ایالتی آگوستا، فرودگاه هنکاک کانتی بارهاربر، فرودگاه منطقه‌ای ناکس کانتی، و فرودگاه منطقه‌ای مین شمالی در جزیرهٔ پرسک، به تعدادی از فرودگاه‌های کوچکتر در مین یارانهٔ خدمات می‌دهد.
بسیاری از فرودگاه‌های کوچکتر در سرتاسر ایالت وجود دارند که تنها خدمات هوانوردی عمومی ارائه می‌دهند. برای نمونه فرودگاه شهری ایستپورت یک فرودگاه عمومی متعلق به شهرداری با سالانه ۱۲۰۰ پرواز عمومی با هواپیمای تک موتوره و فوق سبک است.

### بزرگراه‌ها
بزرگراه میان ایالتی ۹۵ به همراه انشعاب شرقی آی۲۹۵، شاخه‌های ۱۹۵ و ۳۹۵ و راه بدون علامت آی ۴۹۵ در تمام مین امتداد دارد. بزرگراه ۱ ایالات متحده از فورت کنت آغاز می‌شود و تا فلوریدا امتداد دارد. انتهای شرقی بخش شرقی بزرگراه ۲ ایالات متحده از هولتون در نزدیکی نیوبرانزویک کانادا و در همسایگی روزز پوینت در بزرگراه ۱۱ ایالات متحده شروع می‌شود. بزرگراه ۲ ایالات متحده اولدتون و اورونو را به هم وصل می‌کند و در وهله اول دانشگاه مین را ساپورت می‌کند. بزرگراه ۲۰۱ و ۲۰۲ ایالات متحده در سرتاسر مین امتداد دارند. بزرگراه۲، ۶ و ۹ ایالات متحده غالباً به وسیله رانندگان کامیون و دیگر وسایل نقلیه استان‌های ماریتایم کانادا به مقصد ایالات متحده یا کانادای مرکزی استفاده می‌شود.
در مارس ۲۰۱۱ مین در رتبه‌بندی ایالت‌های آمریکا از نظر پاکیزگی به خاطر پاکیزگی فضای عمومی، به ویژه جاده‌ها و اطراف آنها، و همچنین تلاش‌های مرتبط با حذف زباله‌ها حائز رتبه در بین سه ایالت آمریکا شد.

### ترابری ریلی

#### مسافربری
قطارهای مسافربری دونیستر که به وسیله امترک اداره می‌شوند بین برانزویک و پایانه شمال بوستون خدمات مسافربری ارائه می‌دهند و در شهرهای پورتلند، فریپرت، اولد اورچرد بیچ، ساکو و ولز نیز ایستگاه دارند. دونیستر روزانه ۵ سرویس دارد که دو تای آن پورتلند را به مقصد برانزویک ترک می‌کنند.
مسافرتهای فصلی بین راکلند و برانزویک توسط راه‌آهن شرقی مین که کریدور راه‌آهن راکلند برنچ تحت اجاره آن است اداره می‌شود.

#### باری
خدمات باربری در سرتاسر ایالت مین توسط تعدادی زیادی از شرکت‌های منطقه‌ای که در خطوط کوتاه فعالیت می‌کنند ارائه می‌شود. راه‌آهن پن آم (سیستم راه‌آهن گیلفورد سابق) که دو شرکت قبلی راه‌آهن بوستون، مین و راه‌آهن مین مرکزی را اداره می‌کند؛ راه‌آهن سنت لارنس و آتلانتیک؛ راه‌آهن شرقی مین؛ راه‌آهن مونترآل، مین و آتلانتیک؛ راه‌آهن جنوبی نیوبرانزویک.

## قانون و دولت
ساختار قانون اساسی ایالت مین از سه شاخه هم ارز اجرایی (قوه مجریه)، قانونگزاری (قوه مقننه) و نظارتی (قوه قضائیه) تشکیل شده‌است.
بخش قانونگزاری مین که از دو قسمت اصلی مجلس نمایندگان با ۱۵۱ عضو و مجلس سنا با ۳۵ عضو تشکیل شده، مسئول تصویب و معرفی قوانین است.
بخش اجرایی مین که در رأس آن فرماندار (در حال حاضر پل لِ پیج) قرار دارد مسئول اجرای قوانینی است که به وسیله بخش قانونگزاری ایجاد می‌شود. فرماندار هر چهارسال یک بار انتخاب می‌شود و طبق قانون اساسی این امکان وجود ندارد که فردی بتواند بیش از دو دوره متوالی به این منصب دست یابد. مین یکی از هفت ایالتی است که معاون فرماندار ندارد.
بخش نظارتی مین مسئول تفسیر قوانین ایالت است، بالاترین دادگاه ایالت دادگاه عالی قضایی مین است و در رده‌های بعدی دادگاه ارشد، دادگاه‌های ناحیه‌ای و دادگاه انحصار وارثت است. تمام قضات به جز قضات دادگاه انحصار وراثت به صورت تمام وقت مشغول خدمت هستند و برای یک دوره هفت ساله به وسیله فرماندار انتخاب و توسط مجلس قانونگزاری تأیید می‌شوند. قضات دادگاه انحصار وراثت نیز که به صورت نیمه وقت خدمت می‌کنند توسط مردم شهرستان‌ها برای یک دوره چهار ساله منصوب می‌شوند.

### شهرستان‌ها
مین به واحدهای سیاسی کوچکتر تحت عنوان شهرستان (کانتی،county) تقسیم شده‌است. از سال ۱۸۶۰، ۱۶ شهرستان در این ایالت وجود دارد که مساحت آن‌ها از ۳۷۰ مایل مربع (۹۶۰ کیلومتر مربع) تا ۶۸۲۹ مایل مربع (۱۷٬۷۰۰ کیلومتر مربع) متغیر است.
| شهرستان‌های مین | شهرستان‌های مین  | شهرستان‌های مین | شهرستان‌های مین               | شهرستان‌های مین | شهرستان‌های مین                                         | شهرستان‌های مین |
| -------------- | --------------- | -------------- | ---------------------------- | -------------- | ------------------------------------------------------ | -------------- |
| نام شهرستان    | مرکز شهرستان    | سال تشکیل      | ۲۰۱۰ جمعیت                   | درصد           | مساحت (مایل مربع)                                      | درصد           |
| آندروسکوجین    | اُبرن            | ۱۸۵۴           | ۱۰۷٬۷۰۲                      | ۸٫۱۱٪          | ۴۹۷                                                    | ۱٫۴۴٪          |
| اروزتوک        | هولتون          | ۱۸۳۹           | ۷۱٬۸۷۰                       | ۵٫۴۱٪          | ۶٬۸۲۹                                                  | ۱۹٫۷۶٪         |
| کامبرلند       | پورتلند         | ۱۷۶۰           | ۲۸۱٬۶۷۴                      | ۲۱٫۲۰٪         | ۱٬۲۱۷                                                  | ۳٫۵۲٪          |
| فرانکلین       | فارمینگتن       | ۱۸۳۸           | ۳۰٬۷۶۸                       | ۲٫۳۲٪          | ۱٬۷۴۴                                                  | ۵٫۰۵٪          |
| هنکاک          | الزورث          | ۱۷۸۹           | ۵۴٬۴۱۸                       | ۴٫۱۰٪          | ۱٬۵۲۲                                                  | ۴٫۴۰٪          |
| کِنِبِک           | آگوستا          | ۱۷۹۹           | ۱۲۲٬۱۵۱                      | ۹٫۲۰٪          | ۹۵۱                                                    | ۲٫۷۵٪          |
| ناکس           | راکلند          | ۱۸۶۰           | ۳۹٬۷۳۶                       | ۲٫۹۹٪          | ۱٬۱۴۲                                                  | ۳٫۳۰٪          |
| لینکلن         | ویسکست          | ۱۷۶۰           | ۳۴٬۴۵۷                       | ۲٫۵۹٪          | ۷۰۰                                                    | ۲٫۰۳٪          |
| آکسفورد        | پاریس           | ۱۸۰۵           | ۵۷٬۸۳۳                       | ۴٫۳۵٪          | ۲٬۱۷۵                                                  | ۶٫۲۹٪          |
| پنوب‌اسکات      | بنگر            | ۱۸۱۶           | ۱۵۳٬۹۲۳                      | ۱۱٫۵۹٪         | ۳٬۵۵۶                                                  | ۱۰٫۲۹٪         |
| پیسکاتاکیوس    | داوِر-فاکس کرافت | ۱۸۳۸           | ۱۷٬۵۳۵                       | ۱٫۳۲٪          | ۴٬۳۷۷                                                  | ۱۲٫۶۷٪         |
| ساگاداهاک      | بث              | ۱۸۵۴           | ۳۵٬۲۹۳                       | ۲٫۶۶٪          | ۳۷۰                                                    | ۱٫۰۷٪          |
| سامرست         | اسکوهگان        | ۱۸۰۹           | ۵۲٬۲۲۸                       | ۳٫۹۳٪          | ۴٬۰۹۵                                                  | ۱۱٫۸۵٪         |
| والدو          | بلفست           | ۱۸۲۷           | ۳۸٬۷۸۶                       | ۲٫۹۲٪          | ۸۵۳                                                    | ۲٫۴۷٪          |
| واشینگتن       | ماکیاس          | ۱۷۹۰           | ۳۲٬۸۵۶                       | ۲٫۴۷٪          | ۳٬۲۵۵                                                  | ۹٫۴۲٪          |
| یورک           | آلفرد           | ۱۶۳۶           | ۱۹۷٬۱۳۱                      | ۱۴٫۸۴٪         | ۱٬۲۷۱                                                  | ۳٫۶۸٪          |
| جمع کل: ۱۶     |                 |                | جمعیت کل سال ۲۰۱۰: ۱٬۳۲۸٬۳۶۱ |                | مساحت کل ایالت: ۳۴٬۵۵۴ مایل مربع (۸۹٬۴۹۴ کیلومتر مربع) |                |

### سیاست‌های ایالتی و محلی
رأی دهندگان مین نسبت به بیشتر ایالات به نامزدهای جبهه سوم و مستقل متمایل هستند. مین دو فرماندار مستقل داشته‌است(جیمز بی.لانگلی ۱۹۷۵–۱۹۷۹ و انگوس کینگ ۱۹۹۵–۲۰۰۳). سیاستمداران مین اعم از جمهوری‌خواه و دموکرات، به خاطر داشتن دیدگاه‌های متعادل تر نسبت به احزاب متبوع خود در سطح ملی مورد توجه هستند.
انحصار فروش مشروبات الکلی در مین در اختیار دولت است.
در ۶ مه ۲۰۰۹ مین پنجمین ایالتی بود که ازدواج همجنسگرایان را قانونی کرد؛ اگرچه این قانون به واسطه رأی دهندگان در ۳ نوامبر همان سال لغو شد. در ۶ نوامبر ۲۰۱۲ مین همراه با ایالت‌های مریلند و واشینگتن اولین ایالت‌هایی شدند که با برگزاری انتخابات ازدواج همجنسگرایان را قانونی کردند.

### سیاست‌های فدرال
در دهه ۳۰ مین از معدود ایالت‌هایی بود که احساسات جمهوری خواهانه را حفظ کرده بود. در انتخابات ریاست جمهوری ۱۹۳۶ فرانکلین دی روزولت آرای همه ایالت‌ها به جز مین و ورمانت را به دست آورد. این دو ایالت تنها ایالت‌هایی بودند که در هیچ‌یک از دوران مبارزات روزولت برای به دست آوردن کرسی ریاست جمهوری به نفع او رأی ندادند، اگرچه رقابت انتخاباتی در سال‌های ۱۹۴۰ و ۱۹۴۴ در مین بسیار تنگاتنگ بود. در دهه ۶۰ به خصوص در انتخابات ریاست جمهوری مین به سمت دموکرات‌ها متمایل شد. در سال ۱۹۶۸ همفری هربرت دومین دموکرات در نیم قرن گذشته بود که به لطف حضور هم حزبی‌اش، ادموند ماسکی سناتور وقت مین، توانست در مین به پیروزی دست یابد هرچند مردم این ایالت در تمامی انتخابات‌های ریاست جمهوری دهه ۷۰ و ۸۰ به نامزد جمهوری‌خواه رأی دادند.
مین در شش دوره متوالی انتخابات ریاست جمهوری به نامزد دموکرات‌ها رأی داده‌است؛ هر دو دوره نامزدی بیل کلینتون، الگور در سال ۲۰۰۰، جان کری (با ۵۳/۶ درصد آرا) در سال ۲۰۰۴ و باراک اوباما در سال ۲۰۰۸ و ۲۰۱۲. اگرچه دموکرات‌ها در سال‌های اخیر آرا انتخابات ریاست جمهوری در مین را از آن خود کرده‌اند اما جمهوری‌خواه‌ها به صورت گسترده استیلای خود بر صندلی‌های مجلس سنا را حفظ کرده‌اند به گونه‌ای که ادموند ماسکی، ویلیام هث اوی و جورج ج.میشل تنها دموکرات‌هایی بودند که توانستند در ۵۰ سال اخیر به عضویت مجلس سنا درآیند.
در انتخابات میان دوره‌ای سال ۲۰۱۰ جمهوری خواهان نتایج خوبی در مین به دست آوردند. برای اولین بار از اوایل دهه هفتاد آن‌ها توانستند دفتر فرمانداری و صندلی‌های هر دو مجلس قوه مقننه را از آن خود کنند؛ ولی در انتخابات سال ۲۰۱۲ دموکرات‌ها موفق به بازپس‌گیری هر دو مجلس قانون‌گذاری مین شدند و از راه انتخاب فرماندار پیشین اگوست کینگ به جای الیمپیا اسنو تعداد اعضای کمیته پارلمانی را به ۵۵ کرسی رساندند.
راس پرو موفقیت بزرگی را در انتخابات ریاست جمهوری ۱۹۹۲ و ۱۹۹۶ در مین به دست آورد. در ۱۹۹۲ پرو علی‌رغم حضور طولانی مدت خانواده بوش در اقامتگاه تابستانی اشان در کنبانک پورت به عنوان نامزد مستقل پس از بیل کلینتون، نامزد دموکرات‌ها قرار گرفت. در ۱۹۹۶ پرو به عنوان نامزد جبهه رفرمیست‌ها، توانست بالاترین رأی را در ایالت مین نسبت به سایر ایالت‌ها به دست آورد.
سیاست مداران سرشناس مین عبارتند از: پریسوال بکستر، جیمز بلین، اون بریوستر، ویلیام کوهن، هانیبال هملین، جورج جی.میشل، ادموند ماسکی، توماس براکت رید، مارگارت چیس اسمیت، المپیا اسنو و والاس اچ وایت جرالد.
سناتورهای مین سوزان کالینز از حزب جمهوری‌خواه و اگوست کینگ به صورت مستقل، فرماندار مین پاول ال. پیجِ جمهوری‌خواه و همچنین نمایندگان مین در مجلس نمایندگان ایالات متحده چیلی پینگری و مایک میکود که هر دو دموکرات‌اند.

## مناطق شهری

### مناطق شهری سازمان یافته
یک منطقه شهری سازمان یافته شامل دولت منتخب محلی است که وظیفه مدیریت شهر و خدماتی نظیر ثبت پرونده‌ها، جمع‌آوری هزینه‌های صدور پروانه، تصویب آیین‌نامه‌های الزام‌آور محلی به همراه سایر مسئولیت‌های دولت خودگردان، ارائه می‌دهد. شورای شهر نهاد دولتی اداره بخش‌ها و روستاها و شورای مدیریتی نهاد دولتی اداره شهرها است. در سال ۲۰۱۳ مناطق سازمان یافته مین شامل ۲۳ شهر، ۴۳۱ بخش و ۳۴ روستا بود. در مجموع ۴۸۸ منطقه شهری سازمان یافته در مین تنها نیمی از قلمرو ایالت را در بر می‌گیرند. مین همچنین سه قرار گاه سرخپوستی دارد: ایندین آیلند، قرارگاه ایندین تون شیپ و قرارگاه ایندین پلیزنت پوینت!
- بزرگترین شهر مین بر پایه جمعیت شهر پورتلند است. (۶۴٬۲۴۹ نفر)
- کوچکترین شهر بر پایه جمعیت شهر ایستپورت است. (۱٬۶۴۰ نفر)
- بزرگترین بخش بر پایه جمعیت شهر برانزویک است. (۲۰٬۲۷۸ نفر)
- کوچکترین بخش بر پایه جمعیت فری‌آیلند است، جای پر رفت آمدی که جمعیت سالانه آن در سرشماری سال ۲۰۰۰ صفر گزارش شده‌است. همچنین دهکده گلینوود پلنتیشن نیز جمعیت دائمی اش صفر گزارش شد.
- بزرگترین منطقه شهری بر پایه مساحت شهر آلاگاش با مساحت ۱۲۸ مایل مربع است (۳۳۲ کیلومتر مربع).
- کوچکترین منطقه شهری بر پایه مساحت دهکده مانگان آیلند با مساحت ۰/۸۶مایل مربع (۲/۲ کیلومتر مربع). کوچکترین منطقه شهری بر پایه مساحت که جزیره نیست، راندولف با مساحت ۲/۲۳ مایل مربع است (۶ کیلومتر مربع).[۳۲]

### مناطق شهری سازمان نیافته
مناطق شهری سازمان نیافته دولت محلی نداند. مدیریت، خدمات، صدور مجوز و قوانین به وسیله دولت ایالت اجرا می‌شوند. مناطق سازمان نیافته مین بالغ بر ۴۰۰ شهرک (بخش‌ها ثبت شده هستند و شهرک‌ها ثبت شده نیستند) به علاوه تعدادی جزایر ساحلی که در محدوده مرزهای هیچ منطقه شهری قرار ندارند. مساحت مناطق سازمان نیافته کمی بیش از نصف کل مساحت ایالت مین را در بر می‌گیرد. در طول سال جمعیت مناطق سازمان نیافته به همراه تعداد زیادی از افرادی که به صورت فصلی در این مناطق ساکن می‌شوند، رقمی نزدیک به ۹۰۰۰ نفر، در حدود ۱/۳ درصد از کل جمعیت ایالت، است. تنها چهار شهرستان از ۱۶ شهرستان ایالت مین (آندروسکوجین، کامبرلند، والدو و یورک) تماماً سازمان یافته هستند، اگر چه چند شهرستان دیگر نیز تقریباً همین‌طور هستند و بیشتر مساحت مناطق سازمان نیافته واقع در منطقه وسیع و کم جمعیت نورث وودز مین هستند.

### شهرها و بخش‌های پرجمعیت
| پورتلند (۶۶٬۱۹۴)        | لویستون (۴۱٬۵۹۲)    | بنگر (۳۵٬۴۷۳)      | پورتلند جنوبی (۲۵٬۰۰۲) | ابرن (۲۳٬۰۵۵)       | بیدفورد (۲۱٬۲۷۷) | استنفورد (۲۰٬۷۹۸)  |
| برانزویک (۲۰٬۲۷۸)       | آگوستا (۱۹٬۱۳۶)     | اسکاربرو (۱۸٬۹۱۹)  | ساکو (۱۸٬۴۸۲)          | وست بروک (۱۷٬۴۹۴)   | ویندهام (۱۷٬۰۰۱) | گورهام (۱۶٬۳۸۱)    |
| وترویل (۱۵٬۷۲۲)         | یورک (۱۲٬۵۲۹)       | فالموث (۱۱٬۱۸۵)    | کنبانک (۱۰٬۷۹۸)        | ارونو (۱۰٬۳۶۲)      | استندیش (۹٬۸۷۴)  | جزایر پرسک (۹٬۶۹۲) |
| ولز (۹٬۵۸۹)             | کیتری (۹٬۴۹۰)       | بریور (۹٬۴۸۲)      | باکستون (۹٬۰۹۳)        | کیپ الیزابت (۹٬۰۱۵) | لیسبون (۹٬۰۰۹)   | تاپشام (۸٬۷۹۴)     |
| اولد اورچرد بیچ (۸٬۶۲۴) | اسکوهگان (۸٬۵۸۹)    | بث (۸٬۵۱۴)         | یارموث (۸٬۳۴۹)         | کاریبو (۸٬۱۸۹)      | فریپورت (۷٬۸۷۹)  | اولد تون (۷٬۸۴۰)   |
| وینسلاو (۷٬۷۹۴)         | گری (۷٬۷۶۱)         | فارمینگتون (۷٬۷۶۰) | الزورث (۷٬۷۴۱)         | وتربرو (۷٬۶۹۳)      | راکلند (۷٬۲۹۷)   | همپدن (۷٬۲۵۷)      |
| بریک (۷٬۲۴۶)            | برویک جنوبی (۷٬۲۲۰) | کامبرلند (۷٬۲۱۱)   | فیرفیلد (۶٬۷۳۵)        | بلفست (۶٬۶۶۸)       | اوکلند (۶٬۲۴۰)   | الیوت (۶٬۲۰۴)      |

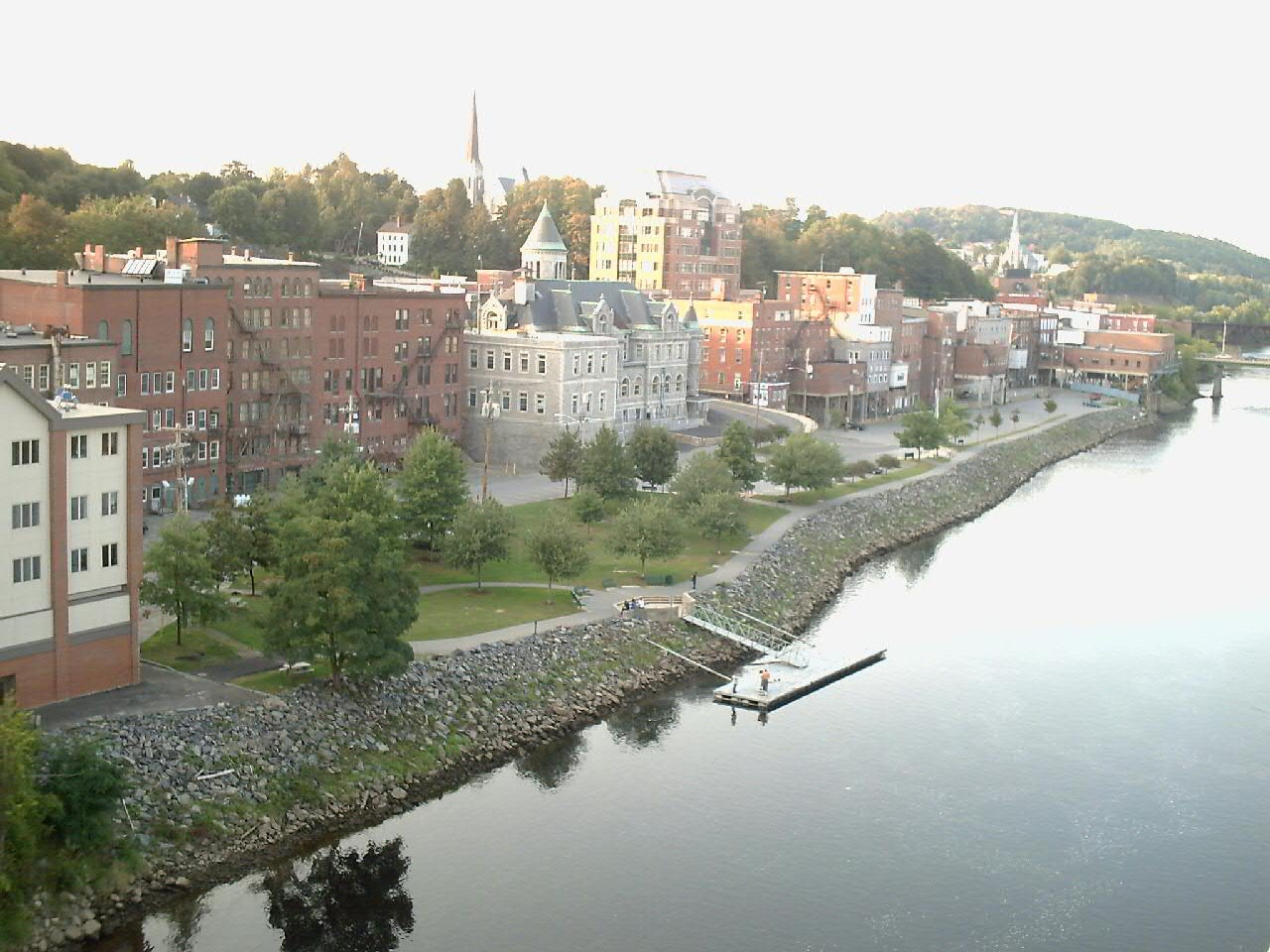
آگوستا
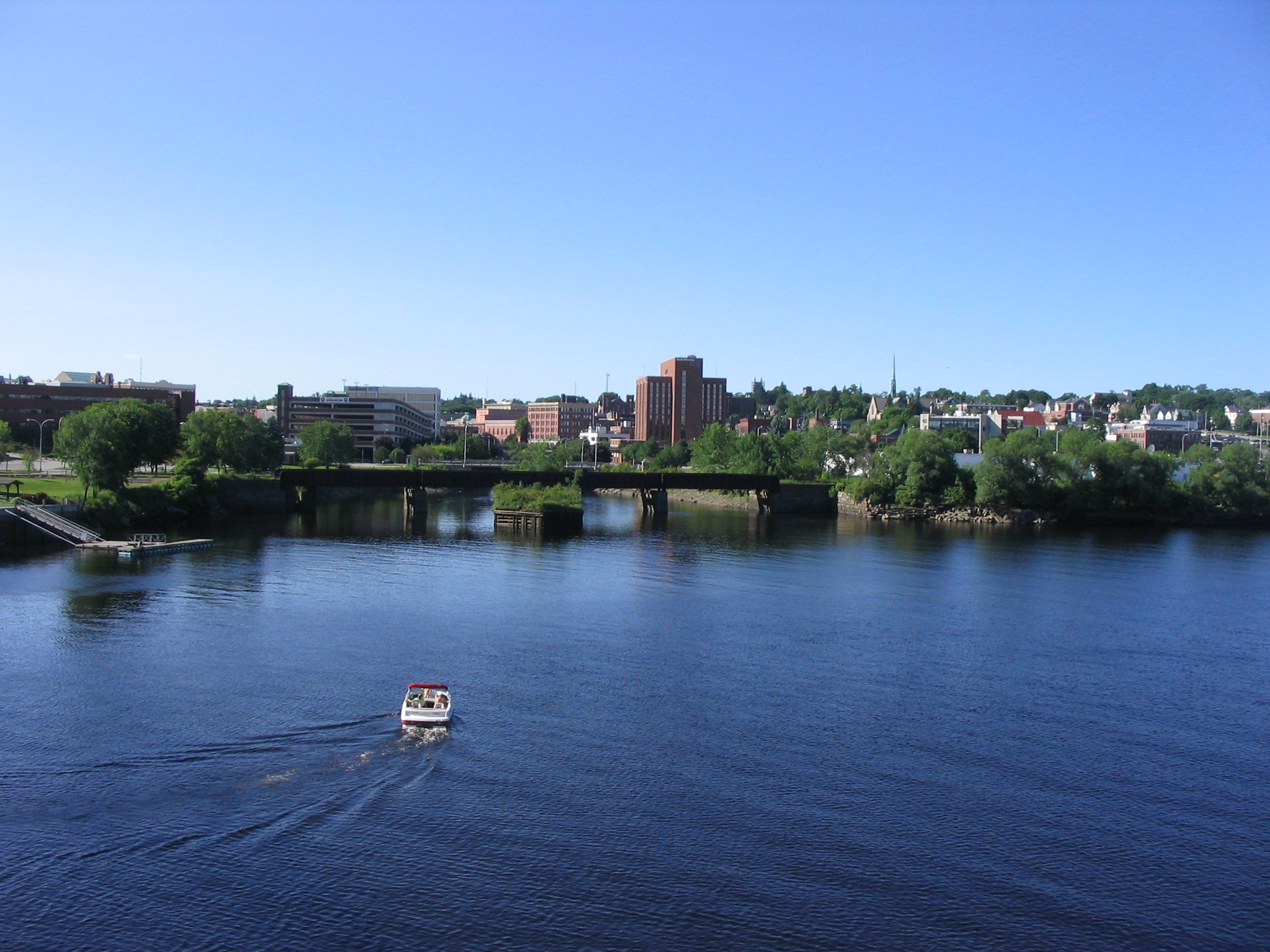
بنگر
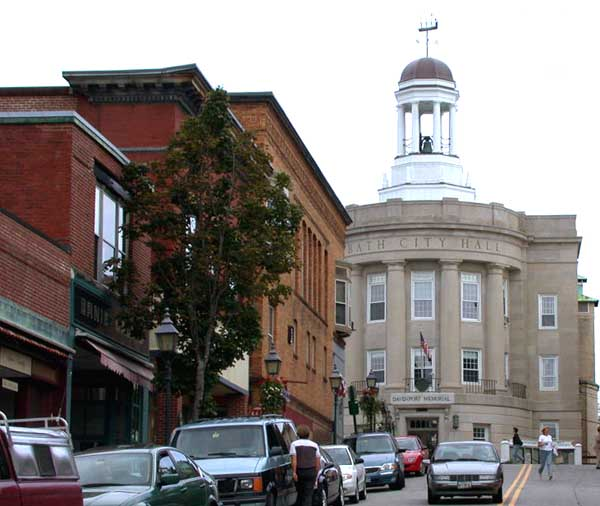
بث
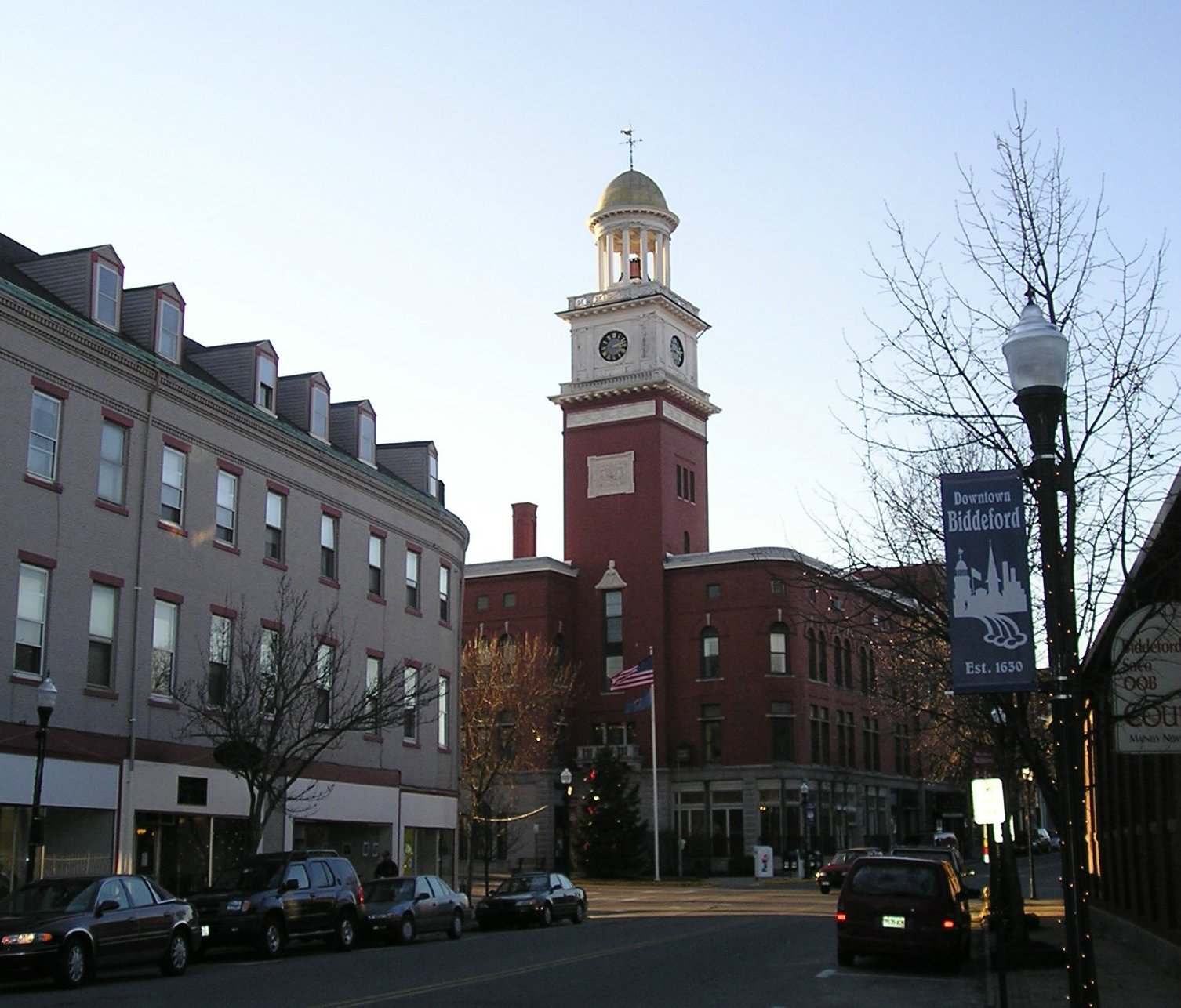
بیدفورد
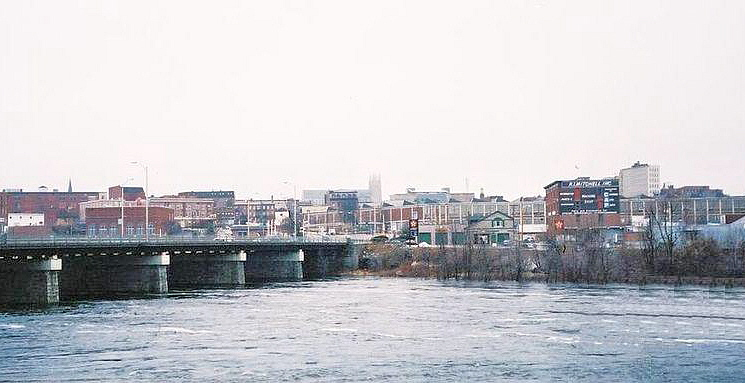
لویستون
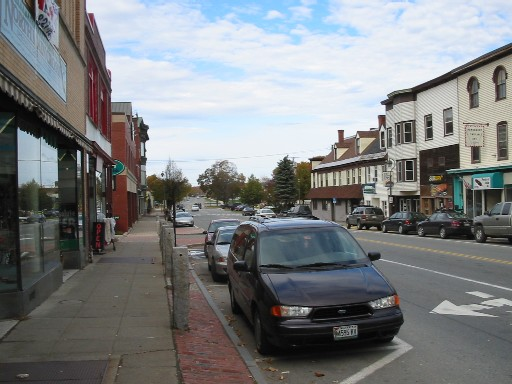
اولد تون
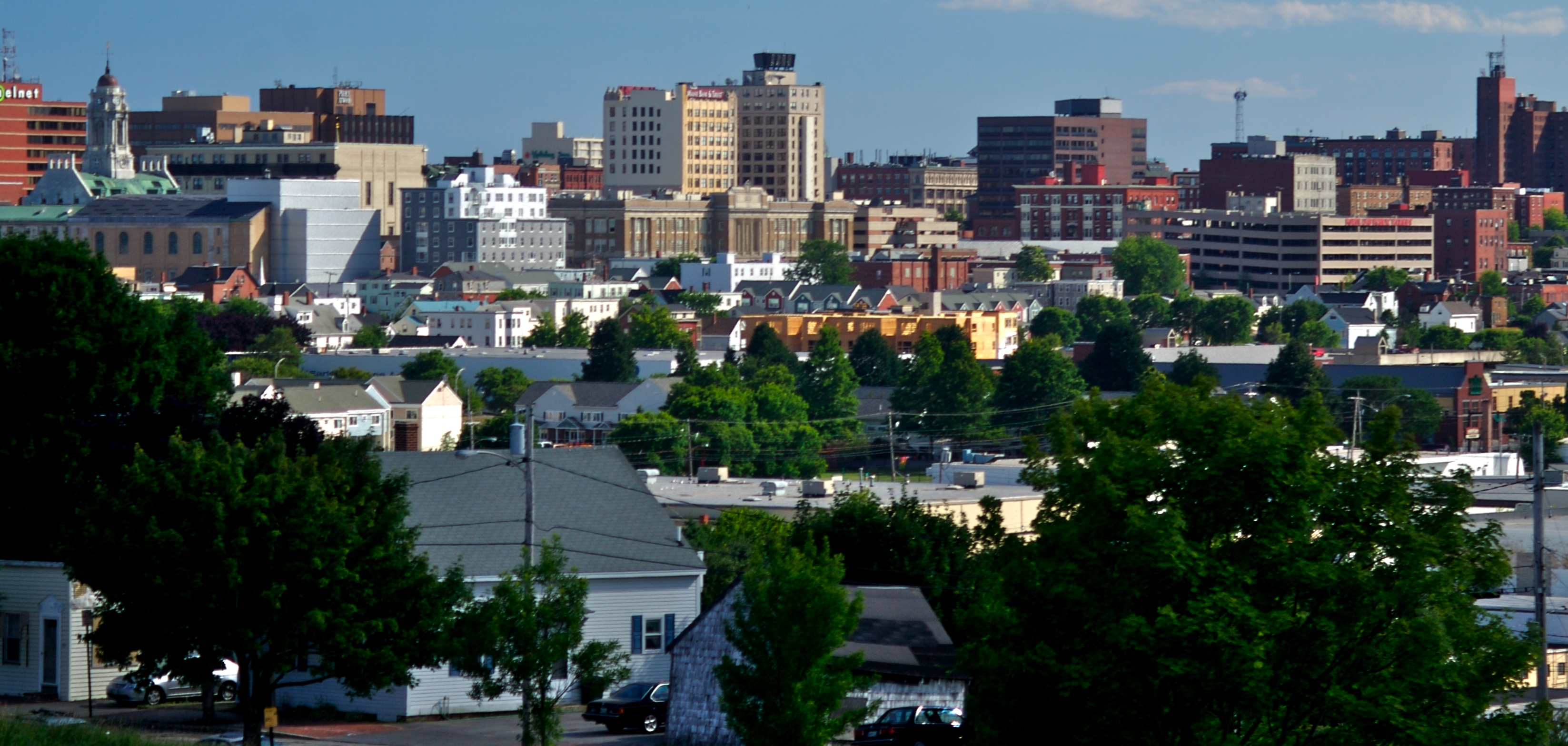
پورتلند
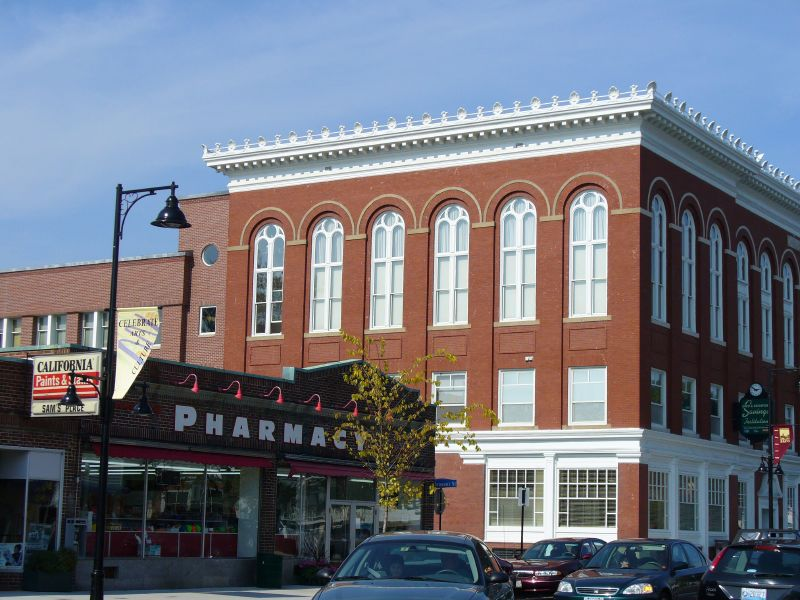
ساکو

## فرهنگ

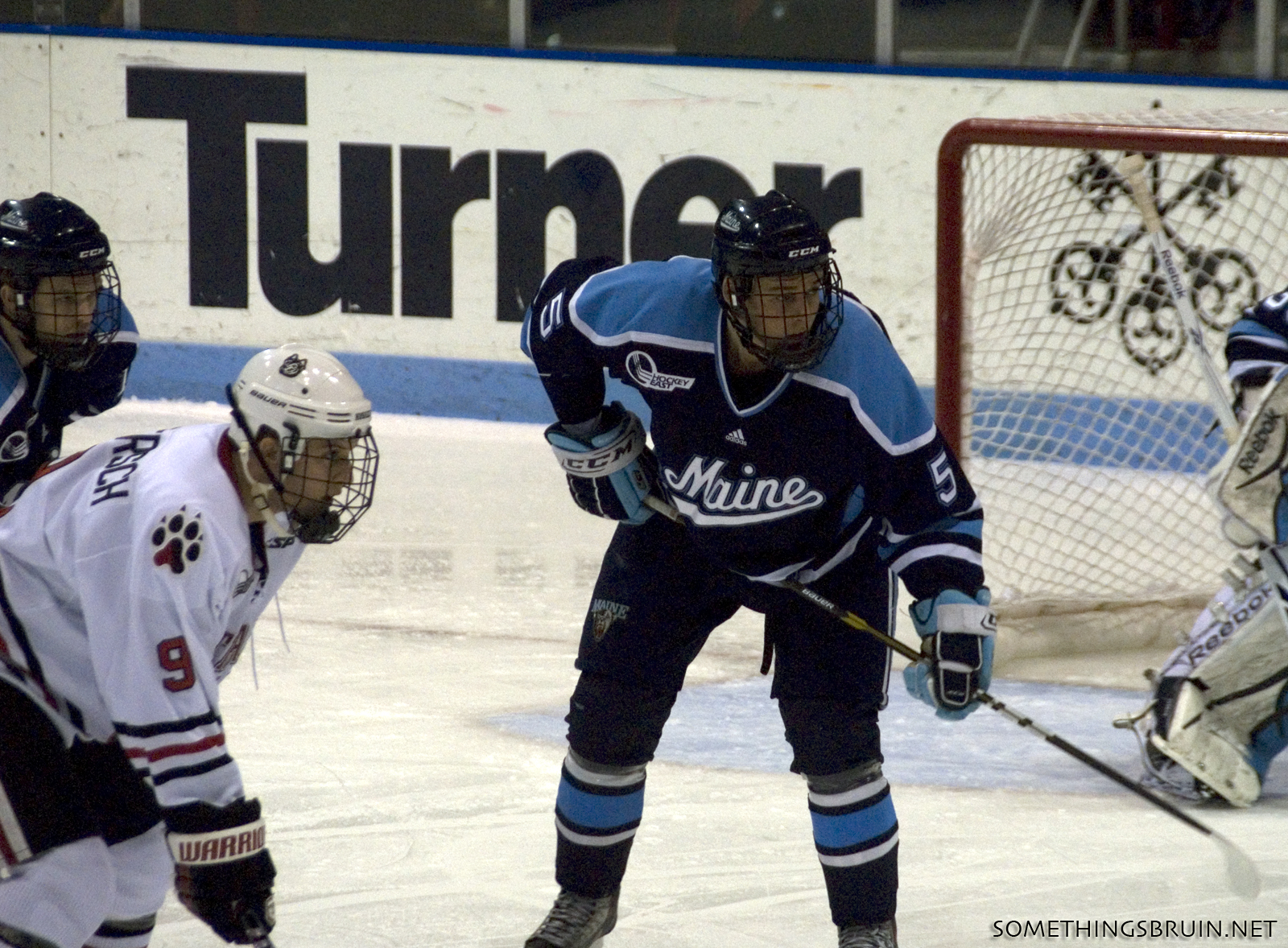
UMaine Division 1 Hockey

### تیم‌های ورزشی

#### حرفه‌ای
- مین رد کلاوز، بسکتبال، لیگ ترقی ان‌بی‌ای
- Portland Sea Dogs, minor league baseball, Eastern League (U.S. baseball)
- Maine Mariners, هاکی روی یخ، ECHL

#### غیر حرفه‌ای
- Portland Phoenix FC, فوتبال، Premier Developmental League
- Maine Roller Derby, roller derby, Women's Flat Track Derby Association

#### NCAA

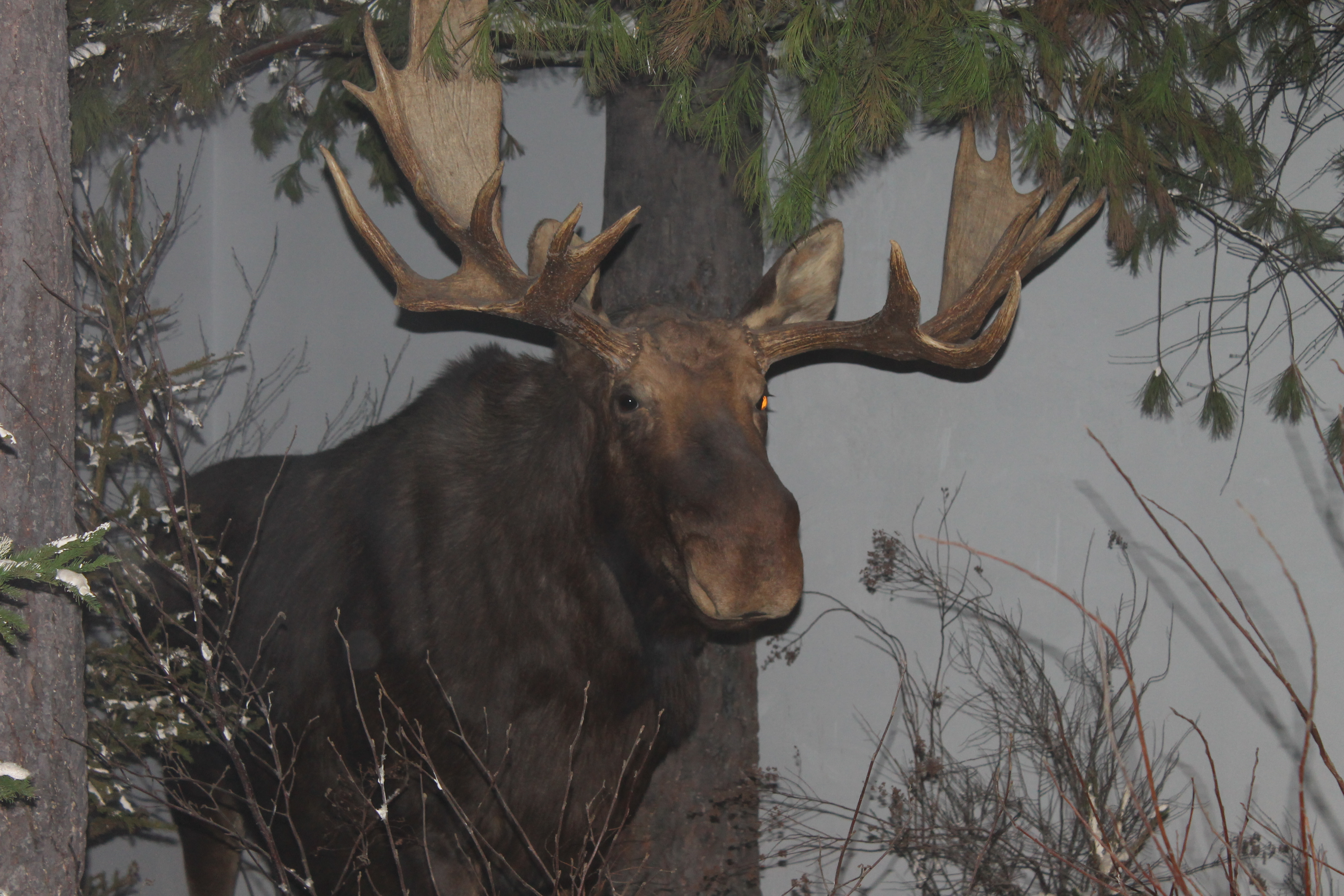
The موس، the state mammal, as displayed at the Maine State Museum in Augusta

- Maine Black Bears

### State symbols
Adapted from the Maine facts site.
- State berry: Wild زغال‌اخته آبی[۳۵]
- State bird: چرخ‌ریسوی سرسیاه
- State cat: مین کوون

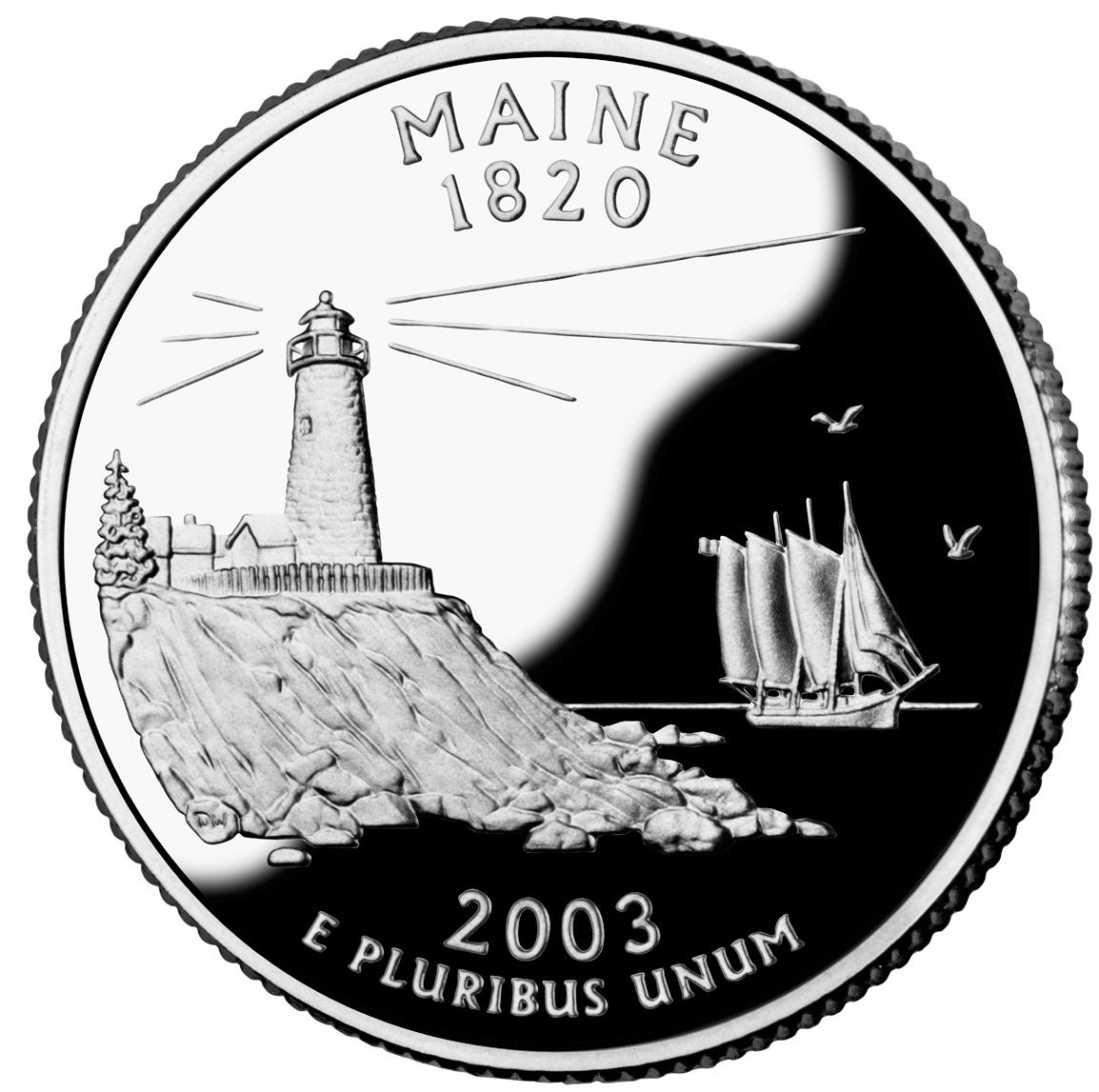
Maine کوارترهای ۵۰ ایالت

- State dessert: Blueberry pie made with wild Maine blueberries
- State fish: ماهی آزاد
- State flower: کاج سفید
- State fossil: Pertica quadrifaria
- State gemstone: تورمالین
- State herb: Wintergreen[۳۶]
- State insect: زنبور عسل اروپایی
- State mammal: موس
- State soft drink: Moxie
- State soil: Chesuncook soil series
- State song: "State of Maine Song"
- State treat: Whoopie pie[۳۷]
- State tree: کاج سفید
- State vessel: Arctic exploration schooner Bowdoin
- فهرست شعارهای ایالت‌های آمریکا: Dirigo ("I lead")

## مشاهیر
از افراد مشهور این سرزمین می‌توان ریچل نیکولز (بازیگر هالیوود) هنری وادزورث لانگ‌فلو و استیون کینگ (نویسنده بزرگ رمانهای جنایی) را نام برد.